# 港区 (東京都)
港区（みなとく）は、東京都の区部中央部に位置する特別区。東京都の都心部にあたる。

## 概要
1947年に旧芝区・旧麻布区・旧赤坂区が合併して誕生した。江戸城（現在の皇居、千代田区）の南側のいわゆる「城南地区」に位置しており、江戸時代には広大な武家屋敷と町人町が混在していた。区名に「港」とあるように、区域の東側は海岸・港南地区で東京港及び東京湾に面し、ベイエリアの一部（東京臨海副都心）である台場（お台場エリア）を含む。東側は江東区と向き合い、北側は千代田区・中央区・新宿区と、西側は渋谷区と接する。南隣は品川区である。
千代田区・中央区とともに「東京都心」、「都心3区」とされる。テレビ放送局などのマスコミ・広告代理店やIT企業などの本社、外資系企業の日本支社などが多数集積しており、日本経済の中心の一端を担っている。テレビ放送における民放キー局の多くの本社は港区に所在しているほか、東京のランドマークでもある東京タワーも位置している。虎ノ門や新橋・汐留、赤坂、六本木、芝、港南（品川駅東口）などは大規模なオフィス街となっており、これらのビジネスエリアは再開発により超高層ビルが林立している。青山・表参道、赤坂、六本木、お台場などは商業エリアという面も強く、麻布や白金台、高輪といった多くの高級住宅街を擁する。赤坂御用地、迎賓館赤坂離宮をはじめとして芝公園、白金台の自然教育園など緑地も多い。
明治維新後に大名屋敷跡地を各国政府に提供した歴史的経緯や、永田町・霞が関（千代田区）といった政府主要機関へのアクセスのよさから、現在日本に存在する約150の駐日大使館のうち半数以上が港区に集中している。大使館の他にも外資系企業も多数立地しているため、区の人口の約1割が外国人居住者という国際色豊かな街である。区の一人あたりの平均年収は1000万円を超え、東京23区内では最も高い（「港区民」も参照）。また上場企業数が全国の自治体で最も多い。

### 各地区の概要

#### 芝地区
- 新橋・汐留（東新橋） - 区の北東部に位置するビジネス街。内幸町（千代田区）や銀座（中央区）と隣接している。「サラリーマンの街」として新橋駅前のSL広場はサラリーマンへのインタビュー場所としてよく用いられる。（初代）新橋駅は日本の鉄道発祥の地であり駅東口はもともと広大な汐留貨物駅があったが、2000年代に大規模再開発が行われて、現在の汐留の超高層ビル街が完成した。汐留には千代田区の二番町から移転してきた日本テレビ（日テレ）の本社ビルである日本テレビタワーが所在。

- 虎ノ門 - 港区を拠点とするデベロッパーの森ビルが開発を行っている虎ノ門ヒルズが街のランドマーク。また、隣接する麻布台や六本木に跨るエリアでは森ビル主導で高さ330mの超高層ビル「麻布台ヒルズ森JPタワー」を含む麻布台ヒルズが建設中である。霞が関（千代田区）の官庁街や東京地方裁判所に近いことから弁護士事務所が多いことも特徴である。ホテル御三家の一角であるホテルオークラ東京（The Okura Tokyo）も立地する。
- 浜松町・大門・芝公園 - 浜松町駅西側のビジネス街。浜松町駅は東京モノレールの起点駅であり、品川駅とともに羽田空港からの都心の玄関口である。芝公園には増上寺や港区役所が位置しているほか、芝公園の西側には東京タワーが位置している。
- 芝・三田 - 山手線田町駅の西側に位置するビジネス街。慶應義塾大学やラーメン二郎三田本店、三井倶楽部などが所在する。
- 海岸（一丁目） - 浜松町駅の東側のエリア。東京湾に面しており、東京港の一部である竹芝埠頭（竹芝客船ターミナル）が位置している。もともとは港湾施設を有する倉庫街であったが、ゆりかもめ開業以降は竹芝駅周辺で再開発が進み、ウォーターズ竹芝や東京ポートシティ竹芝（ソフトバンクグループ本社ビル）などの商業ビルが開業した。南側の二丁目と三丁目は芝浦港南地区に属する。

#### 麻布地区
- 六本木 - 地下鉄の六本木駅を中心に街が広がり、ビジネス街かつ繁華街・歓楽街でもある。森ビルの本社ビルである六本木ヒルズ森タワーが街のランドマーク。六本木ヒルズ内にはテレビ朝日（テレ朝）の本社ビルも所在するほか、六本木の中心からやや離れるが六本木一丁目駅前にはテレビ東京（テレ東）の本社ビルでもある住友不動産六本木グランドタワーも立地する。赤坂と隣接しており、六本木駅直結の東京ミッドタウンは住所上は赤坂九丁目である。周辺には駐日大使館も多く、ITベンチャー企業も集積している。なお都内では上野（台東区）に次いで美術館が複数立地する「文化・芸術の街」でもある。
- 麻布十番 - 六本木の南側に位置している。基本的に六本木を除いて住宅街で構成される麻布地区の中では飲食店が多く、下町の風情を持つ。
- 元麻布・南麻布・西麻布 - 山手の高級住宅街である。港区らしく坂が多い。六本木同様、周辺には大使館が多く国際色に富む。
- 麻布台 - 芝地区の虎ノ門と跨るエリアには、日本一高さ（330m）を誇る超高層建築物「麻布台ヒルズ森JPタワー」を含む複合施設「麻布台ヒルズ」がある。東京タワーからも程近い。

#### 赤坂地区
- 赤坂 - 区の北部に位置しているビジネス街かつ繁華街・歓楽街でもある。永田町（千代田区）に隣接している赤坂見附駅周辺の繁華街には、国会議事堂や霞ヶ関の官庁街も近いことから接待や会食利用のための料亭が多い。また、東京六花街の一角として現在まで花街が存続している。赤坂駅と隣接している赤坂サカスはTBSホールディングスが再開発した複合商業施設であり、TBSテレビの本社ビルであるTBS放送センターが位置している。赤坂に隣接している元赤坂には迎賓館赤坂離宮（東宮御所）や赤坂御用地が所在している。
- 青山（北青山・南青山）- 表参道交差点に位置する表参道駅周辺は隣接する表参道・原宿（渋谷区神宮前）エリアとともに東京・日本を代表するファッションエリアであり、国内外の有名アパレルブランド・セレクトショップなどが多数集積する。特に青山通りの南側に広がる南青山はオシャレな街というイメージが強い。一方で新宿区霞ヶ丘町に隣接し明治神宮外苑や青山一丁目駅に近い北側のエリアは伊藤忠商事東京本社ビルや本田技研工業などのオフィスビルも多く、近くには青山霊園が位置している。

#### 高輪地区
- 高輪 - 高級住宅街。街の南側は、ターミナル駅の品川駅西口（高輪口）にあたり、プリンスホテルなどのシティホテルが集積している。2020年には品川駅の北側に新たに高輪ゲートウェイ駅が開業し、周辺ではJR東日本主導で「TAKANAWA GATEWAY CITY」という再開発計画が進行中である。
- 白金台・白金 - 山手の高級住宅街。白金台在住の女性は雑誌などで「シロガネーゼ」と呼ばれることがある。プラチナ通り（都道418号）沿いには西洋風のオシャレなカフェやチョコレート専門店などの洋菓子スイーツ店がある。緑地が多く、プラチナ通り沿いのイチョウ並木、国立科学館附属自然教育園、東京都庭園美術館が有名。また、明治学院大学などの設置者である学校法人明治学院が所在している。

#### 芝浦港南地区
- 港南 - 品川駅東口に位置する大規模な新興ビジネス街。街の東側には東京出入国在留管理局も位置している。東京湾に面する埋立地で、もともとは企業の倉庫や工場、貨物ターミナルなどがあったエリアが再開発され、2003年に東海道新幹線の品川駅が開業したことで、名古屋や関西へのアクセスが向上し、大企業の本社立地が加速するようになった。現在では、日本マイクロソフトやソニーグループなどの大企業が本社を構えている。
- 芝浦・海岸（二丁目・三丁目） - 芝浦は浜松町駅・田町駅東側の埋立地で、東芝の旧社名である東京芝浦電気の由来となっている。芝浦アイランドなどのマンション開発の影響でファミリー世帯が増加している。また、再開発された芝地区の海岸一丁目と異なり、南側の海岸二丁目・三丁目は現在でも企業の倉庫街となっている。
- 台場 - 東京湾に位置する埋立地で、地名は江戸時代に台場（砲台）があったことに由来する。港区の他の地域とは、レインボーブリッジやゆりかもめで結ばれているが飛地である。青海・有明（江東区）などともに東京臨海副都心を構成しており、一般的には「お台場」と呼ばれる。フジテレビジョン（フジテレビ）の本社ビルであるFCGビルが街のランドマーク。

## 人口
| |                                      |  |
| 港区と全国の年齢別人口分布（2005年） | 港区の年齢・男女別人口分布（2005年） |  |
| ■紫色 ― 港区 ■緑色 ― 日本全国 | ■青色 ― 男性 ■赤色 ― 女性            |  |
| 港区（に相当する地域）の人口の推移 \| 1970年（昭和45年） \| 223,978人 \| \| \| 1975年（昭和50年） \| 209,492人 \| \| \| 1980年（昭和55年） \| 201,257人 \| \| \| 1985年（昭和60年） \| 194,591人 \| \| \| 1990年（平成2年） \| 158,499人 \| \| \| 1995年（平成7年） \| 144,885人 \| \| \| 2000年（平成12年） \| 159,398人 \| \| \| 2005年（平成17年） \| 185,861人 \| \| \| 2010年（平成22年） \| 205,131人 \| \| \| 2015年（平成27年） \| 243,283人 \| \| \| 2020年（令和2年） \| 260,486人 \| \| |                                      |  |
| 総務省統計局 国勢調査より |                                      |  |
| 1970年（昭和45年） | 223,978人                            |  |
| 1975年（昭和50年） | 209,492人                            |  |
| 1980年（昭和55年） | 201,257人                            |  |
| 1985年（昭和60年） | 194,591人                            |  |
| 1990年（平成2年） | 158,499人                            |  |
| 1995年（平成7年） | 144,885人                            |  |
| 2000年（平成12年） | 159,398人                            |  |
| 2005年（平成17年） | 185,861人                            |  |
| 2010年（平成22年） | 205,131人                            |  |
| 2015年（平成27年） | 243,283人                            |  |
| 2020年（令和2年） | 260,486人                            |  |

### 昼と夜の人口差
2005年の夜間人口（居住者）は185,732人。これに対して、区外からの通勤者と通学生および居住者のうちの区内に昼間残留する人口の合計である昼間人口は908,940人で、昼は夜の4.894倍の人口になる（東京都編集『東京都の昼間人口2005』2008年発行122-123ページ。国勢調査では年齢不詳の者が東京都だけで16万人いる。上のグラフには年齢不詳の者を含め、昼夜間人口に関しては年齢不詳の人物は数字に入っていないので、数字の間に誤差は生じる）。

## 地理

### 測量
- 日本経緯度原点

### 区内の坂
港区は、海岸埋立地から武蔵野台地にかけて入り組んだ高低差の大きい地形である。都市開発の結果、多くの坂が江戸時代の名残をとどめる歴史的遺産となっている。

#### 芝地区
- 安全寺坂
- 伊皿子坂
- 江戸見坂
- 桂坂
- 魚籃坂
- 桑原坂
- 柘榴坂
- 三光坂
- 潮見坂
- 蜀江坂
- 神明坂
- 綱坂
- 綱の手引き坂
- 天神坂
- 永井坂
- 日東坂
- 聖坂
- 日向坂
- 日吉坂
- 蛇坂
- 洞坂
- 名光坂
- 明治坂
- 幽霊坂

#### 麻布地区
- 青木坂
- 市三坂
- 一本松坂
- 芋洗坂
- 植木坂
- 牛坂
- 饂飩坂
- 榎坂
- 大横丁坂
- 御組坂
- 於多福坂
- 霞坂
- 土器坂
- 雁木坂
- 木下坂
- 暗闇坂
- 笄坂
- 紺屋坂
- 七面坂
- 新坂
- 新富士見坂
- 絶江坂
- 仙台坂
- 大黒坂
- 狸坂
- 丹波谷坂
- 鉄砲坂
- 道源寺坂
- 鳥居坂
- 永坂
- なだれ坂
- 南部坂
- 鼠坂
- 北条坂
- 堀田坂
- 狸穴坂
- 薬園坂
- 奴坂
- 行合坂
- 六本木けやき坂
- 六本木さくら坂
- 寄席坂

#### 赤坂地区
- 安鎮坂
- 稲荷坂
- 牛鳴坂
- 榎坂
- 円通寺坂
- 紀伊国坂
- 九郎九坂
- 転坂
- 桜坂
- 鮫ヶ橋坂
- 三分坂
- 新坂
- 丹後坂
- 弾正坂
- 南部坂
- 乃木坂
- 氷川坂
- 檜坂
- 本氷川坂
- 薬研坂
- 霊南坂

## 歴史
1947年（昭和22年）3月15日、当時の芝区、麻布区、赤坂区が合併して港区となった。この際、各町名にはかつて属していた旧区名が冠された（例・旧赤坂区一ツ木町→港区赤坂一ツ木町。但し、元赤坂町・本芝など一部例外あり）。その後の住居表示実施により、現存しているのは旧麻布区の2町（麻布狸穴町・麻布永坂町）のみとなっている。
1979年（昭和54年）の13号埋立地の埋め立て工事が完成した事により隣接自治体に江東区が加わった以外、港区域にはあまり大きな変化はない。

### 区名の由来
区名の案は、「愛宕区」「青山区」「青葉区」「飯倉区」「三田区」などから、江戸城の南方を意味する「城南区」と「東港区」に絞られた。「東港区」は『今後の我が国の発展は貿易の振興にあるが、その素材とも言える東京港を抱合している』という理由で候補になったが、東港区（とうこうく）では「東京都東港区」と似た音が重なるので「東」の一字を除いて「港区」になった。
「港区」は大阪市と名古屋市にも所在するが、東京都の「港区」が一番新しい（大阪市の港区は1925年、名古屋市の港区は1937年に発足）。

## 町名
港区では、一部の地域を除き全域で住居表示に関する法律に基づく住居表示が実施されている。

### 港区役所芝地区総合支所管内
| 町名         | 町区域新設年月日 | 住居表示実施年月日 | 住居表示実施前の町名など | 備考 |
| ------------ | ---------------- | ------------------ | --- | ---- |
| 新橋一丁目   | 1965年7月1日     | 1965年7月1日       | 芝新橋1（全）、芝新橋2〜7、芝田村町1〜6 |      |
| 新橋二丁目   | 1965年7月1日     | 1965年7月1日       | 芝新橋1（全）、芝新橋2〜7、芝田村町1〜6 |      |
| 新橋三丁目   | 1965年7月1日     | 1965年7月1日       | 芝新橋1（全）、芝新橋2〜7、芝田村町1〜6 |      |
| 新橋四丁目   | 1965年7月1日     | 1965年7月1日       | 芝新橋1（全）、芝新橋2〜7、芝田村町1〜6 |      |
| 新橋五丁目   | 1965年7月1日     | 1965年7月1日       | 芝新橋1（全）、芝新橋2〜7、芝田村町1〜6 |      |
| 新橋六丁目   | 1965年7月1日     | 1965年7月1日       | 芝新橋1（全）、芝新橋2〜7、芝田村町1〜6 |      |
| 東新橋一丁目 | 1965年7月1日     | 1965年7月1日       | 芝汐留（全）、芝新橋2〜7 |      |
| 東新橋二丁目 | 1965年7月1日     | 1965年7月1日       | 芝汐留（全）、芝新橋2〜7 |      |
| 西新橋一丁目 | 1965年7月1日     | 1965年7月1日       | 芝南佐久間町1・2、芝田村町、芝愛宕町2（以上全）、芝田村町1〜6、芝公園 |      |
| 西新橋二丁目 | 1965年7月1日     | 1965年7月1日       | 芝南佐久間町1・2、芝田村町、芝愛宕町2（以上全）、芝田村町1〜6、芝公園 |      |
| 西新橋三丁目 | 1965年7月1日     | 1965年7月1日       | 芝南佐久間町1・2、芝田村町、芝愛宕町2（以上全）、芝田村町1〜6、芝公園 |      |
| 虎ノ門一丁目 | 1977年9月1日     | 1977年9月1日       | 芝虎ノ門、芝琴平町、芝西久保桜川町、芝西久保明舟町、赤坂葵町、芝西久保巴町、芝神谷町、芝西久保城山町、芝葺手町（以上全）、麻布市兵衛町1、芝西久保広町、芝西久保八幡町                                                                                                 |      |
| 虎ノ門二丁目 | 1977年9月1日     | 1977年9月1日       | 芝虎ノ門、芝琴平町、芝西久保桜川町、芝西久保明舟町、赤坂葵町、芝西久保巴町、芝神谷町、芝西久保城山町、芝葺手町（以上全）、麻布市兵衛町1、芝西久保広町、芝西久保八幡町                                                                                                 |      |
| 虎ノ門三丁目 | 1977年9月1日     | 1977年9月1日       | 芝虎ノ門、芝琴平町、芝西久保桜川町、芝西久保明舟町、赤坂葵町、芝西久保巴町、芝神谷町、芝西久保城山町、芝葺手町（以上全）、麻布市兵衛町1、芝西久保広町、芝西久保八幡町                                                                                                 |      |
| 虎ノ門四丁目 | 1977年9月1日     | 1977年9月1日       | 芝虎ノ門、芝琴平町、芝西久保桜川町、芝西久保明舟町、赤坂葵町、芝西久保巴町、芝神谷町、芝西久保城山町、芝葺手町（以上全）、麻布市兵衛町1、芝西久保広町、芝西久保八幡町                                                                                                 |      |
| 虎ノ門五丁目 | 1977年9月1日     | 1977年9月1日       | 芝虎ノ門、芝琴平町、芝西久保桜川町、芝西久保明舟町、赤坂葵町、芝西久保巴町、芝神谷町、芝西久保城山町、芝葺手町（以上全）、麻布市兵衛町1、芝西久保広町、芝西久保八幡町                                                                                                 |      |
| 愛宕一丁目   | 1978年1月1日     | 1978年1月1日       | 芝愛宕町1、芝西久保広町 |      |
| 愛宕二丁目   | 1978年1月1日     | 1978年1月1日       | 芝愛宕町1、芝西久保広町 |      |
| 芝公園一丁目 | 1972年1月1日     | 1972年1月1日       | 芝栄町（全）、麻布飯倉町5、芝公園、芝片門前町1・2 |      |
| 芝公園二丁目 | 1972年1月1日     | 1972年1月1日       | 芝栄町（全）、麻布飯倉町5、芝公園、芝片門前町1・2 |      |
| 芝公園三丁目 | 1972年1月1日     | 1972年1月1日       | 芝栄町（全）、麻布飯倉町5、芝公園、芝片門前町1・2 |      |
| 芝公園四丁目 | 1972年1月1日     | 1972年1月1日       | 芝栄町（全）、麻布飯倉町5、芝公園、芝片門前町1・2 |      |
| 浜松町一丁目 | 1972年1月1日     | 1972年1月1日       | 芝浜松町1〜4 |      |
| 浜松町二丁目 | 1972年1月1日     | 1972年1月1日       | 芝浜松町1〜4 |      |
| 芝大門一丁目 | 1972年1月1日     | 1972年1月1日       | 芝愛宕下町4、芝宇田川横町、芝三島町、芝宮本町、芝七軒町、芝中門前町1〜3、芝土手跡町（以上全）、芝公園、芝浜松町1〜4、芝片門前町1・2 |      |
| 芝大門二丁目 | 1972年1月1日     | 1972年1月1日       | 芝愛宕下町4、芝宇田川横町、芝三島町、芝宮本町、芝七軒町、芝中門前町1〜3、芝土手跡町（以上全）、芝公園、芝浜松町1〜4、芝片門前町1・2 |      |
| 芝一丁目     | 1964年7月1日     | 1964年7月1日       | 芝金杉川口町、芝金杉浜町、芝金杉1〜4、芝西応寺町、芝金杉河岸、芝新堀町、芝新堀河岸、芝三田四国町、芝松本町、本芝1〜4、本芝材木町、本芝下町、本芝入横町、芝三田同朋町、芝横新町、芝田町1〜3（以上全）、芝田町4・5、芝通新町                                            |      |
| 芝二丁目     | 1964年7月1日     | 1964年7月1日       | 芝金杉川口町、芝金杉浜町、芝金杉1〜4、芝西応寺町、芝金杉河岸、芝新堀町、芝新堀河岸、芝三田四国町、芝松本町、本芝1〜4、本芝材木町、本芝下町、本芝入横町、芝三田同朋町、芝横新町、芝田町1〜3（以上全）、芝田町4・5、芝通新町                                            |      |
| 芝三丁目     | 1964年7月1日     | 1964年7月1日       | 芝金杉川口町、芝金杉浜町、芝金杉1〜4、芝西応寺町、芝金杉河岸、芝新堀町、芝新堀河岸、芝三田四国町、芝松本町、本芝1〜4、本芝材木町、本芝下町、本芝入横町、芝三田同朋町、芝横新町、芝田町1〜3（以上全）、芝田町4・5、芝通新町                                            |      |
| 芝四丁目     | 1964年7月1日     | 1964年7月1日       | 芝金杉川口町、芝金杉浜町、芝金杉1〜4、芝西応寺町、芝金杉河岸、芝新堀町、芝新堀河岸、芝三田四国町、芝松本町、本芝1〜4、本芝材木町、本芝下町、本芝入横町、芝三田同朋町、芝横新町、芝田町1〜3（以上全）、芝田町4・5、芝通新町                                            |      |
| 芝五丁目     | 1964年7月1日     | 1964年7月1日       | 芝金杉川口町、芝金杉浜町、芝金杉1〜4、芝西応寺町、芝金杉河岸、芝新堀町、芝新堀河岸、芝三田四国町、芝松本町、本芝1〜4、本芝材木町、本芝下町、本芝入横町、芝三田同朋町、芝横新町、芝田町1〜3（以上全）、芝田町4・5、芝通新町                                            |      |
| 三田一丁目   | 1967年7月1日     | 1967年7月1日       | 芝新門前町、芝新門前河岸、芝赤羽町、芝三田小山町、芝三田1〜4、芝三田綱町、芝三田北寺町、芝三田南寺町、芝田町6〜9、芝三田功運町、芝三田台町1・2、芝三田豊岡町（以上全）、芝田町4・5、芝伊皿子町、芝通新町、芝三田台町3、芝三田松坂町、麻布北新門前町、麻布新広尾町1・2 |      |
| 三田二丁目   | 1967年7月1日     | 1967年7月1日       | 芝新門前町、芝新門前河岸、芝赤羽町、芝三田小山町、芝三田1〜4、芝三田綱町、芝三田北寺町、芝三田南寺町、芝田町6〜9、芝三田功運町、芝三田台町1・2、芝三田豊岡町（以上全）、芝田町4・5、芝伊皿子町、芝通新町、芝三田台町3、芝三田松坂町、麻布北新門前町、麻布新広尾町1・2 |      |
| 三田三丁目   | 1967年7月1日     | 1967年7月1日       | 芝新門前町、芝新門前河岸、芝赤羽町、芝三田小山町、芝三田1〜4、芝三田綱町、芝三田北寺町、芝三田南寺町、芝田町6〜9、芝三田功運町、芝三田台町1・2、芝三田豊岡町（以上全）、芝田町4・5、芝伊皿子町、芝通新町、芝三田台町3、芝三田松坂町、麻布北新門前町、麻布新広尾町1・2 |      |
| 海岸一丁目   | 1965年3月1日     | 1965年3月1日       | 芝海岸通1〜4（全） |      |

### 港区役所麻布地区総合支所管内
| 町名           | 町区域新設年月日 | 住居表示実施年月日 | 住居表示実施前の町名など | 備考 |
| -------------- | ---------------- | ------------------ | --- | --- |
| 東麻布一丁目   | 1981年4月1日     | 1981年4月1日       | 東麻布1〜3（全）、麻布飯倉町4、麻布森元町1 | 町名成立は1962年、直前は麻布森元町2・3（全）、麻布飯倉町4（全）、麻布北新門前町、麻布飯倉町5、麻布森元町1、麻布新網町1、麻布狸穴町、麻布永坂町                                                  |
| 東麻布二丁目   | 1981年4月1日     | 1981年4月1日       | 東麻布1〜3（全）、麻布飯倉町4、麻布森元町1 | 町名成立は1962年、直前は麻布森元町2・3（全）、麻布飯倉町4（全）、麻布北新門前町、麻布飯倉町5、麻布森元町1、麻布新網町1、麻布狸穴町、麻布永坂町                                                  |
| 東麻布三丁目   | 1981年4月1日     | 1981年4月1日       | 東麻布1〜3（全）、麻布飯倉町4、麻布森元町1 | 町名成立は1962年、直前は麻布森元町2・3（全）、麻布飯倉町4（全）、麻布北新門前町、麻布飯倉町5、麻布森元町1、麻布新網町1、麻布狸穴町、麻布永坂町                                                  |
| 麻布台一丁目   | 1974年1月1日     | 1974年1月1日       | 麻布我善坊町、麻布飯倉町1・3〜6（全）、麻布飯倉片町、芝西久保八幡町、麻布狸穴町 | |
| 麻布台二丁目   | 1974年1月1日     | 1974年1月1日       | 麻布我善坊町、麻布飯倉町1・3〜6（全）、麻布飯倉片町、芝西久保八幡町、麻布狸穴町 | |
| 麻布台三丁目   | 1976年10月1日    | 1976年10月1日      | 麻布我善坊町、麻布飯倉町1・3〜6（全）、麻布飯倉片町、芝西久保八幡町、麻布狸穴町 | |
| 麻布十番一丁目 | 1978年9月1日     | 1978年9月1日       | 麻布十番1〜3、麻布宮下町 | 麻布十番一〜三丁目の成立は1962年、直前は麻布新網町2、麻布網代町、麻布坂下町（以上全）、麻布新網町1、麻布永坂町、麻布南日ヶ窪町、麻布宮下町、麻布宮村町、麻布一本松町、麻布山元町、麻布新広尾町1 |
| 麻布十番二丁目 | 1978年9月1日     | 1978年9月1日       | 麻布十番1〜3、麻布宮下町 | 麻布十番一〜三丁目の成立は1962年、直前は麻布新網町2、麻布網代町、麻布坂下町（以上全）、麻布新網町1、麻布永坂町、麻布南日ヶ窪町、麻布宮下町、麻布宮村町、麻布一本松町、麻布山元町、麻布新広尾町1 |
| 麻布十番三丁目 | 1978年9月1日     | 1978年9月1日       | 麻布十番1〜3、麻布宮下町 | 麻布十番一〜三丁目の成立は1962年、直前は麻布新網町2、麻布網代町、麻布坂下町（以上全）、麻布新網町1、麻布永坂町、麻布南日ヶ窪町、麻布宮下町、麻布宮村町、麻布一本松町、麻布山元町、麻布新広尾町1 |
| 麻布十番四丁目 | 1978年9月1日     | 1978年9月1日       | 麻布十番1〜3、麻布宮下町 | 麻布十番一〜三丁目の成立は1962年、直前は麻布新網町2、麻布網代町、麻布坂下町（以上全）、麻布新網町1、麻布永坂町、麻布南日ヶ窪町、麻布宮下町、麻布宮村町、麻布一本松町、麻布山元町、麻布新広尾町1 |
| 麻布永坂町     | 1878年11月2日    | 未実施             | | 旧町域の一部は東麻布3、麻布十番1、六本木5に編入 |
| 麻布狸穴町     | 1878年11月2日    | 未実施             | | 旧町域の一部は東麻布2、麻布台2に編入 |
| 西麻布一丁目   | 1967年1月1日     | 1967年1月1日       | 麻布笄町、麻布霞町、麻布材木町、赤坂青山南町5・6、赤坂青山高樹町、麻布桜田町、麻布三軒家町 | |
| 西麻布二丁目   | 1967年1月1日     | 1967年1月1日       | 麻布笄町、麻布霞町、麻布材木町、赤坂青山南町5・6、赤坂青山高樹町、麻布桜田町、麻布三軒家町 | |
| 西麻布三丁目   | 1967年1月1日     | 1967年1月1日       | 麻布笄町、麻布霞町、麻布材木町、赤坂青山南町5・6、赤坂青山高樹町、麻布桜田町、麻布三軒家町 | |
| 西麻布四丁目   | 1967年1月1日     | 1967年1月1日       | 麻布笄町、麻布霞町、麻布材木町、赤坂青山南町5・6、赤坂青山高樹町、麻布桜田町、麻布三軒家町 | |
| 南麻布一丁目   | 1966年4月1日     | 1966年4月1日       | 麻布東町、麻布竹谷町、麻布新堀町、麻布富士見町、麻布広尾町、麻布盛岡町（以上全）、麻布本村町、麻布新広尾町1〜3 | |
| 南麻布二丁目   | 1966年4月1日     | 1966年4月1日       | 麻布東町、麻布竹谷町、麻布新堀町、麻布富士見町、麻布広尾町、麻布盛岡町（以上全）、麻布本村町、麻布新広尾町1〜3 | |
| 南麻布三丁目   | 1966年4月1日     | 1966年4月1日       | 麻布東町、麻布竹谷町、麻布新堀町、麻布富士見町、麻布広尾町、麻布盛岡町（以上全）、麻布本村町、麻布新広尾町1〜3 | |
| 南麻布四丁目   | 1966年4月1日     | 1966年4月1日       | 麻布東町、麻布竹谷町、麻布新堀町、麻布富士見町、麻布広尾町、麻布盛岡町（以上全）、麻布本村町、麻布新広尾町1〜3 | |
| 南麻布五丁目   | 1966年4月1日     | 1966年4月1日       | 麻布東町、麻布竹谷町、麻布新堀町、麻布富士見町、麻布広尾町、麻布盛岡町（以上全）、麻布本村町、麻布新広尾町1〜3 | |
| 元麻布一丁目   | 1966年7月1日     | 1966年7月1日       | 麻布西町（全）、麻布山元町、麻布三軒家町、麻布一本松町、麻布本村町、麻布宮村町 | |
| 元麻布二丁目   | 1966年7月1日     | 1966年7月1日       | 麻布西町（全）、麻布山元町、麻布三軒家町、麻布一本松町、麻布本村町、麻布宮村町 | |
| 元麻布三丁目   | 1966年7月1日     | 1966年7月1日       | 麻布西町（全）、麻布山元町、麻布三軒家町、麻布一本松町、麻布本村町、麻布宮村町 | |
| 六本木一丁目   | 1967年7月1日     | 1967年7月1日       | 麻布市兵衛町2、麻布箪笥町、麻布今井町、麻布仲ノ町、麻布三河台町、麻布北日ヶ窪町、麻布鳥居坂町、麻布東鳥居坂町、麻布六本木町、麻布龍土町（以上全）、麻布谷町、麻布材木町、麻布桜田町、麻布霞町、麻布宮村町、麻布新龍土町、麻布市兵衛町1、麻布南日ヶ窪町、麻布飯倉片町、麻布永坂町、赤坂榎坂町、赤坂霊南坂町、赤坂青山南町1 | |
| 六本木二丁目   | 1967年7月1日     | 1967年7月1日       | 麻布市兵衛町2、麻布箪笥町、麻布今井町、麻布仲ノ町、麻布三河台町、麻布北日ヶ窪町、麻布鳥居坂町、麻布東鳥居坂町、麻布六本木町、麻布龍土町（以上全）、麻布谷町、麻布材木町、麻布桜田町、麻布霞町、麻布宮村町、麻布新龍土町、麻布市兵衛町1、麻布南日ヶ窪町、麻布飯倉片町、麻布永坂町、赤坂榎坂町、赤坂霊南坂町、赤坂青山南町1 | |
| 六本木三丁目   | 1967年7月1日     | 1967年7月1日       | 麻布市兵衛町2、麻布箪笥町、麻布今井町、麻布仲ノ町、麻布三河台町、麻布北日ヶ窪町、麻布鳥居坂町、麻布東鳥居坂町、麻布六本木町、麻布龍土町（以上全）、麻布谷町、麻布材木町、麻布桜田町、麻布霞町、麻布宮村町、麻布新龍土町、麻布市兵衛町1、麻布南日ヶ窪町、麻布飯倉片町、麻布永坂町、赤坂榎坂町、赤坂霊南坂町、赤坂青山南町1 | |
| 六本木四丁目   | 1967年7月1日     | 1967年7月1日       | 麻布市兵衛町2、麻布箪笥町、麻布今井町、麻布仲ノ町、麻布三河台町、麻布北日ヶ窪町、麻布鳥居坂町、麻布東鳥居坂町、麻布六本木町、麻布龍土町（以上全）、麻布谷町、麻布材木町、麻布桜田町、麻布霞町、麻布宮村町、麻布新龍土町、麻布市兵衛町1、麻布南日ヶ窪町、麻布飯倉片町、麻布永坂町、赤坂榎坂町、赤坂霊南坂町、赤坂青山南町1 | |
| 六本木五丁目   | 1967年7月1日     | 1967年7月1日       | 麻布市兵衛町2、麻布箪笥町、麻布今井町、麻布仲ノ町、麻布三河台町、麻布北日ヶ窪町、麻布鳥居坂町、麻布東鳥居坂町、麻布六本木町、麻布龍土町（以上全）、麻布谷町、麻布材木町、麻布桜田町、麻布霞町、麻布宮村町、麻布新龍土町、麻布市兵衛町1、麻布南日ヶ窪町、麻布飯倉片町、麻布永坂町、赤坂榎坂町、赤坂霊南坂町、赤坂青山南町1 | |
| 六本木六丁目   | 1967年7月1日     | 1967年7月1日       | 麻布市兵衛町2、麻布箪笥町、麻布今井町、麻布仲ノ町、麻布三河台町、麻布北日ヶ窪町、麻布鳥居坂町、麻布東鳥居坂町、麻布六本木町、麻布龍土町（以上全）、麻布谷町、麻布材木町、麻布桜田町、麻布霞町、麻布宮村町、麻布新龍土町、麻布市兵衛町1、麻布南日ヶ窪町、麻布飯倉片町、麻布永坂町、赤坂榎坂町、赤坂霊南坂町、赤坂青山南町1 | |
| 六本木七丁目   | 1967年7月1日     | 1967年7月1日       | 麻布市兵衛町2、麻布箪笥町、麻布今井町、麻布仲ノ町、麻布三河台町、麻布北日ヶ窪町、麻布鳥居坂町、麻布東鳥居坂町、麻布六本木町、麻布龍土町（以上全）、麻布谷町、麻布材木町、麻布桜田町、麻布霞町、麻布宮村町、麻布新龍土町、麻布市兵衛町1、麻布南日ヶ窪町、麻布飯倉片町、麻布永坂町、赤坂榎坂町、赤坂霊南坂町、赤坂青山南町1 | |

### 港区役所赤坂地区総合支所管内
| 町名         | 町区域新設年月日 | 住居表示実施年月日 | 住居表示実施前の町名など | 備考 |
| ------------ | ---------------- | ------------------ | --- | ---- |
| 赤坂一丁目   | 1966年7月1日     | 1966年7月1日       | 赤坂溜池町、赤坂田町1〜7、赤坂新町1〜5、赤坂福吉町、赤坂一ツ木町、赤坂丹後町、赤坂氷川町、赤坂中ノ町、赤坂台町、赤坂表町3・4（以上全）、赤坂新坂町、赤坂檜町、赤坂榎坂町、赤坂霊南坂町、赤坂表町2、麻布谷町 |      |
| 赤坂二丁目   | 1966年7月1日     | 1966年7月1日       | 赤坂溜池町、赤坂田町1〜7、赤坂新町1〜5、赤坂福吉町、赤坂一ツ木町、赤坂丹後町、赤坂氷川町、赤坂中ノ町、赤坂台町、赤坂表町3・4（以上全）、赤坂新坂町、赤坂檜町、赤坂榎坂町、赤坂霊南坂町、赤坂表町2、麻布谷町 |      |
| 赤坂三丁目   | 1966年7月1日     | 1966年7月1日       | 赤坂溜池町、赤坂田町1〜7、赤坂新町1〜5、赤坂福吉町、赤坂一ツ木町、赤坂丹後町、赤坂氷川町、赤坂中ノ町、赤坂台町、赤坂表町3・4（以上全）、赤坂新坂町、赤坂檜町、赤坂榎坂町、赤坂霊南坂町、赤坂表町2、麻布谷町 |      |
| 赤坂四丁目   | 1966年7月1日     | 1966年7月1日       | 赤坂溜池町、赤坂田町1〜7、赤坂新町1〜5、赤坂福吉町、赤坂一ツ木町、赤坂丹後町、赤坂氷川町、赤坂中ノ町、赤坂台町、赤坂表町3・4（以上全）、赤坂新坂町、赤坂檜町、赤坂榎坂町、赤坂霊南坂町、赤坂表町2、麻布谷町 |      |
| 赤坂五丁目   | 1966年7月1日     | 1966年7月1日       | 赤坂溜池町、赤坂田町1〜7、赤坂新町1〜5、赤坂福吉町、赤坂一ツ木町、赤坂丹後町、赤坂氷川町、赤坂中ノ町、赤坂台町、赤坂表町3・4（以上全）、赤坂新坂町、赤坂檜町、赤坂榎坂町、赤坂霊南坂町、赤坂表町2、麻布谷町 |      |
| 赤坂六丁目   | 1966年7月1日     | 1966年7月1日       | 赤坂溜池町、赤坂田町1〜7、赤坂新町1〜5、赤坂福吉町、赤坂一ツ木町、赤坂丹後町、赤坂氷川町、赤坂中ノ町、赤坂台町、赤坂表町3・4（以上全）、赤坂新坂町、赤坂檜町、赤坂榎坂町、赤坂霊南坂町、赤坂表町2、麻布谷町 |      |
| 赤坂七丁目   | 1966年7月1日     | 1966年7月1日       | 赤坂溜池町、赤坂田町1〜7、赤坂新町1〜5、赤坂福吉町、赤坂一ツ木町、赤坂丹後町、赤坂氷川町、赤坂中ノ町、赤坂台町、赤坂表町3・4（以上全）、赤坂新坂町、赤坂檜町、赤坂榎坂町、赤坂霊南坂町、赤坂表町2、麻布谷町 |      |
| 赤坂八丁目   | 1966年7月1日     | 1966年7月1日       | 赤坂溜池町、赤坂田町1〜7、赤坂新町1〜5、赤坂福吉町、赤坂一ツ木町、赤坂丹後町、赤坂氷川町、赤坂中ノ町、赤坂台町、赤坂表町3・4（以上全）、赤坂新坂町、赤坂檜町、赤坂榎坂町、赤坂霊南坂町、赤坂表町2、麻布谷町 |      |
| 赤坂九丁目   | 1966年7月1日     | 1966年7月1日       | 赤坂溜池町、赤坂田町1〜7、赤坂新町1〜5、赤坂福吉町、赤坂一ツ木町、赤坂丹後町、赤坂氷川町、赤坂中ノ町、赤坂台町、赤坂表町3・4（以上全）、赤坂新坂町、赤坂檜町、赤坂榎坂町、赤坂霊南坂町、赤坂表町2、麻布谷町 |      |
| 元赤坂一丁目 | 1966年7月1日     | 1966年7月1日       | 赤坂表町1、赤坂伝馬町1〜3、元赤坂町、赤坂青山権田原町（以上全）、赤坂表町2、赤坂青山六軒町 |      |
| 元赤坂二丁目 | 1966年7月1日     | 1966年7月1日       | 赤坂表町1、赤坂伝馬町1〜3、元赤坂町、赤坂青山権田原町（以上全）、赤坂表町2、赤坂青山六軒町 |      |
| 北青山一丁目 | 1966年10月1日    | 1966年10月1日      | 赤坂青山北町1〜6（全）、赤坂青山三筋町1・2（全）、赤坂青山六軒町、渋谷区原宿1 |      |
| 北青山二丁目 | 1966年10月1日    | 1966年10月1日      | 赤坂青山北町1〜6（全）、赤坂青山三筋町1・2（全）、赤坂青山六軒町、渋谷区原宿1 |      |
| 北青山三丁目 | 1966年10月1日    | 1966年10月1日      | 赤坂青山北町1〜6（全）、赤坂青山三筋町1・2（全）、赤坂青山六軒町、渋谷区原宿1 |      |
| 南青山一丁目 | 1966年10月1日    | 1966年10月1日      | 赤坂青山南町2〜4（全）、赤坂青山南町1・5・6、赤坂新坂町、赤坂檜町、赤坂青山高樹町、麻布新龍土町、麻布笄町                                                                                                   |      |
| 南青山二丁目 | 1966年10月1日    | 1966年10月1日      | 赤坂青山南町2〜4（全）、赤坂青山南町1・5・6、赤坂新坂町、赤坂檜町、赤坂青山高樹町、麻布新龍土町、麻布笄町                                                                                                   |      |
| 南青山三丁目 | 1966年10月1日    | 1966年10月1日      | 赤坂青山南町2〜4（全）、赤坂青山南町1・5・6、赤坂新坂町、赤坂檜町、赤坂青山高樹町、麻布新龍土町、麻布笄町                                                                                                   |      |
| 南青山四丁目 | 1966年10月1日    | 1966年10月1日      | 赤坂青山南町2〜4（全）、赤坂青山南町1・5・6、赤坂新坂町、赤坂檜町、赤坂青山高樹町、麻布新龍土町、麻布笄町                                                                                                   |      |
| 南青山五丁目 | 1966年10月1日    | 1966年10月1日      | 赤坂青山南町2〜4（全）、赤坂青山南町1・5・6、赤坂新坂町、赤坂檜町、赤坂青山高樹町、麻布新龍土町、麻布笄町                                                                                                   |      |
| 南青山六丁目 | 1966年10月1日    | 1966年10月1日      | 赤坂青山南町2〜4（全）、赤坂青山南町1・5・6、赤坂新坂町、赤坂檜町、赤坂青山高樹町、麻布新龍土町、麻布笄町                                                                                                   |      |
| 南青山七丁目 | 1966年10月1日    | 1966年10月1日      | 赤坂青山南町2〜4（全）、赤坂青山南町1・5・6、赤坂新坂町、赤坂檜町、赤坂青山高樹町、麻布新龍土町、麻布笄町                                                                                                   |      |

### 港区役所高輪地区総合支所管内
| 町名         | 町区域新設年月日 | 住居表示実施年月日 | 住居表示実施前の町名など | 備考 |
| ------------ | ---------------- | ------------------ | --- | ---- |
| 白金一丁目   | 1969年1月1日     | 1969年1月1日       | 麻布田島町（全）、芝三田老増町（全）、麻布新広尾町2・3、芝白金志田町、芝白金台町1、芝白金三光町 |      |
| 白金二丁目   | 1969年1月1日     | 1969年1月1日       | 麻布田島町（全）、芝三田老増町（全）、麻布新広尾町2・3、芝白金志田町、芝白金台町1、芝白金三光町 |      |
| 白金三丁目   | 1969年1月1日     | 1969年1月1日       | 麻布田島町（全）、芝三田老増町（全）、麻布新広尾町2・3、芝白金志田町、芝白金台町1、芝白金三光町 |      |
| 白金四丁目   | 1969年1月1日     | 1969年1月1日       | 麻布田島町（全）、芝三田老増町（全）、麻布新広尾町2・3、芝白金志田町、芝白金台町1、芝白金三光町 |      |
| 白金五丁目   | 1969年1月1日     | 1969年1月1日       | 麻布田島町（全）、芝三田老増町（全）、麻布新広尾町2・3、芝白金志田町、芝白金台町1、芝白金三光町 |      |
| 白金六丁目   | 1969年1月1日     | 1969年1月1日       | 麻布田島町（全）、芝三田老増町（全）、麻布新広尾町2・3、芝白金志田町、芝白金台町1、芝白金三光町 |      |
| 白金台一丁目 | 1969年1月1日     | 1969年1月1日       | 芝白金今里町（全）、芝白金台町2（全）、芝白金台町1、芝二本榎西町、芝白金猿町、芝白金三光町 |      |
| 白金台二丁目 | 1969年1月1日     | 1969年1月1日       | 芝白金今里町（全）、芝白金台町2（全）、芝白金台町1、芝二本榎西町、芝白金猿町、芝白金三光町 |      |
| 白金台三丁目 | 1969年1月1日     | 1969年1月1日       | 芝白金今里町（全）、芝白金台町2（全）、芝白金台町1、芝二本榎西町、芝白金猿町、芝白金三光町 |      |
| 白金台四丁目 | 1969年1月1日     | 1969年1月1日       | 芝白金今里町（全）、芝白金台町2（全）、芝白金台町1、芝二本榎西町、芝白金猿町、芝白金三光町 |      |
| 白金台五丁目 | 1969年1月1日     | 1969年1月1日       | 芝白金今里町（全）、芝白金台町2（全）、芝白金台町1、芝二本榎西町、芝白金猿町、芝白金三光町 |      |
| 高輪一丁目   | 1967年7月1日     | 1967年7月1日       | 芝車町河岸、芝二本榎1・2、芝二本榎本町、芝高輪台町、芝高輪西台町、芝高輪北町、芝下高輪町、芝君塚町、芝白金丹波町（以上全）、芝車町、芝二本榎西町、芝高輪南町、芝伊皿子町、芝三田台町3、芝三田松坂町、芝白金志田町、芝白金三光町、芝白金猿町                           |      |
| 高輪二丁目   | 1967年7月1日     | 1967年7月1日       | 芝車町河岸、芝二本榎1・2、芝二本榎本町、芝高輪台町、芝高輪西台町、芝高輪北町、芝下高輪町、芝君塚町、芝白金丹波町（以上全）、芝車町、芝二本榎西町、芝高輪南町、芝伊皿子町、芝三田台町3、芝三田松坂町、芝白金志田町、芝白金三光町、芝白金猿町                           |      |
| 高輪三丁目   | 1967年7月1日     | 1967年7月1日       | 芝車町河岸、芝二本榎1・2、芝二本榎本町、芝高輪台町、芝高輪西台町、芝高輪北町、芝下高輪町、芝君塚町、芝白金丹波町（以上全）、芝車町、芝二本榎西町、芝高輪南町、芝伊皿子町、芝三田台町3、芝三田松坂町、芝白金志田町、芝白金三光町、芝白金猿町                           |      |
| 高輪四丁目   | 1967年7月1日     | 1967年7月1日       | 芝車町河岸、芝二本榎1・2、芝二本榎本町、芝高輪台町、芝高輪西台町、芝高輪北町、芝下高輪町、芝君塚町、芝白金丹波町（以上全）、芝車町、芝二本榎西町、芝高輪南町、芝伊皿子町、芝三田台町3、芝三田松坂町、芝白金志田町、芝白金三光町、芝白金猿町                           |      |
| 三田四丁目   | 1967年7月1日     | 1967年7月1日       | 芝新門前町、芝新門前河岸、芝赤羽町、芝三田小山町、芝三田1〜4、芝三田綱町、芝三田北寺町、芝三田南寺町、芝田町6〜9、芝三田功運町、芝三田台町1・2、芝三田豊岡町（以上全）、芝田町4・5、芝伊皿子町、芝通新町、芝三田台町3、芝三田松坂町、麻布北新門前町、麻布新広尾町1・2 |      |
| 三田五丁目   | 1967年7月1日     | 1967年7月1日       | 芝新門前町、芝新門前河岸、芝赤羽町、芝三田小山町、芝三田1〜4、芝三田綱町、芝三田北寺町、芝三田南寺町、芝田町6〜9、芝三田功運町、芝三田台町1・2、芝三田豊岡町（以上全）、芝田町4・5、芝伊皿子町、芝通新町、芝三田台町3、芝三田松坂町、麻布北新門前町、麻布新広尾町1・2 |      |

### 港区役所芝浦港南地区総合支所管内
| 町名       | 町区域新設年月日 | 住居表示実施年月日 | 住居表示実施前の町名など                   | 備考                                                                                         |
| ---------- | ---------------- | ------------------ | ------------------------------------------ | -------------------------------------------------------------------------------------------- |
| 海岸二丁目 | 1965年3月1日     | 1965年3月1日       | 芝海岸通1〜4（全）                         |                                                                                              |
| 海岸三丁目 | 1965年3月1日     | 1965年3月1日       | 芝海岸通1〜4（全）                         |                                                                                              |
| 港南一丁目 | 1965年3月1日     | 1965年3月1日       | 芝高浜町、芝海岸通5・6、品海砲台（以上全） |                                                                                              |
| 港南二丁目 | 1965年3月1日     | 1965年3月1日       | 芝高浜町、芝海岸通5・6、品海砲台（以上全） |                                                                                              |
| 港南三丁目 | 1965年3月1日     | 1965年3月1日       | 芝高浜町、芝海岸通5・6、品海砲台（以上全） |                                                                                              |
| 港南四丁目 | 1965年3月1日     | 1965年3月1日       | 芝高浜町、芝海岸通5・6、品海砲台（以上全） |                                                                                              |
| 港南五丁目 | 1967年8月1日     | 1967年8月1日       | 芝高浜町、芝海岸通5・6、品海砲台（以上全） |                                                                                              |
| 芝浦一丁目 | 1964年7月1日     | 1964年7月1日       | 芝浦1〜3（全）、西芝浦1〜4（全）           |                                                                                              |
| 芝浦二丁目 | 1964年7月1日     | 1964年7月1日       | 芝浦1〜3（全）、西芝浦1〜4（全）           |                                                                                              |
| 芝浦三丁目 | 1964年7月1日     | 1964年7月1日       | 芝浦1〜3（全）、西芝浦1〜4（全）           |                                                                                              |
| 芝浦四丁目 | 1964年7月1日     | 1964年7月1日       | 芝浦1〜3（全）、西芝浦1〜4（全）           |                                                                                              |
| 台場一丁目 | 1995年7月1日     | 1995年7月1日       | 台場、港南5                                | 前身町名の「台場」の成立は1983年1月1日。1996年、港南五丁目13・14番の区域を台場一丁目に編入。 |
| 台場二丁目 | 1995年7月1日     | 1995年7月1日       | 台場、港南5                                | 前身町名の「台場」の成立は1983年1月1日。1996年、港南五丁目13・14番の区域を台場一丁目に編入。 |

## 地域

### 主な祭事、催事
- 芝エリア
  - だらだら祭り - 芝大神宮
  - 新橋こいち祭り
  - みなと区民まつり
  - みなと区民スポーツ・体育祭
  - 義士祭 - 泉岳寺
  - 清正公祭り - 覚林寺（清正公）

- 麻布エリア
  - 麻布十番 納涼まつり
  - 六本木ヒルズ盆踊り

### 官公庁
- 東京法務局港出張所
- 出入国在留管理庁東京出入国在留管理局
- 外務省飯倉公館
  - 外務省外交史料館
- 麻布税務署
- 品川税務署（港区は管轄の対象外）
- 芝税務署
- 東京税関芝浦出張所
- 厚生労働省
  - 中央労働委員会
  - 東京労働局

### 在外公館

#### 駐日大使館
- アフガニスタン大使館
- アイスランド大使館

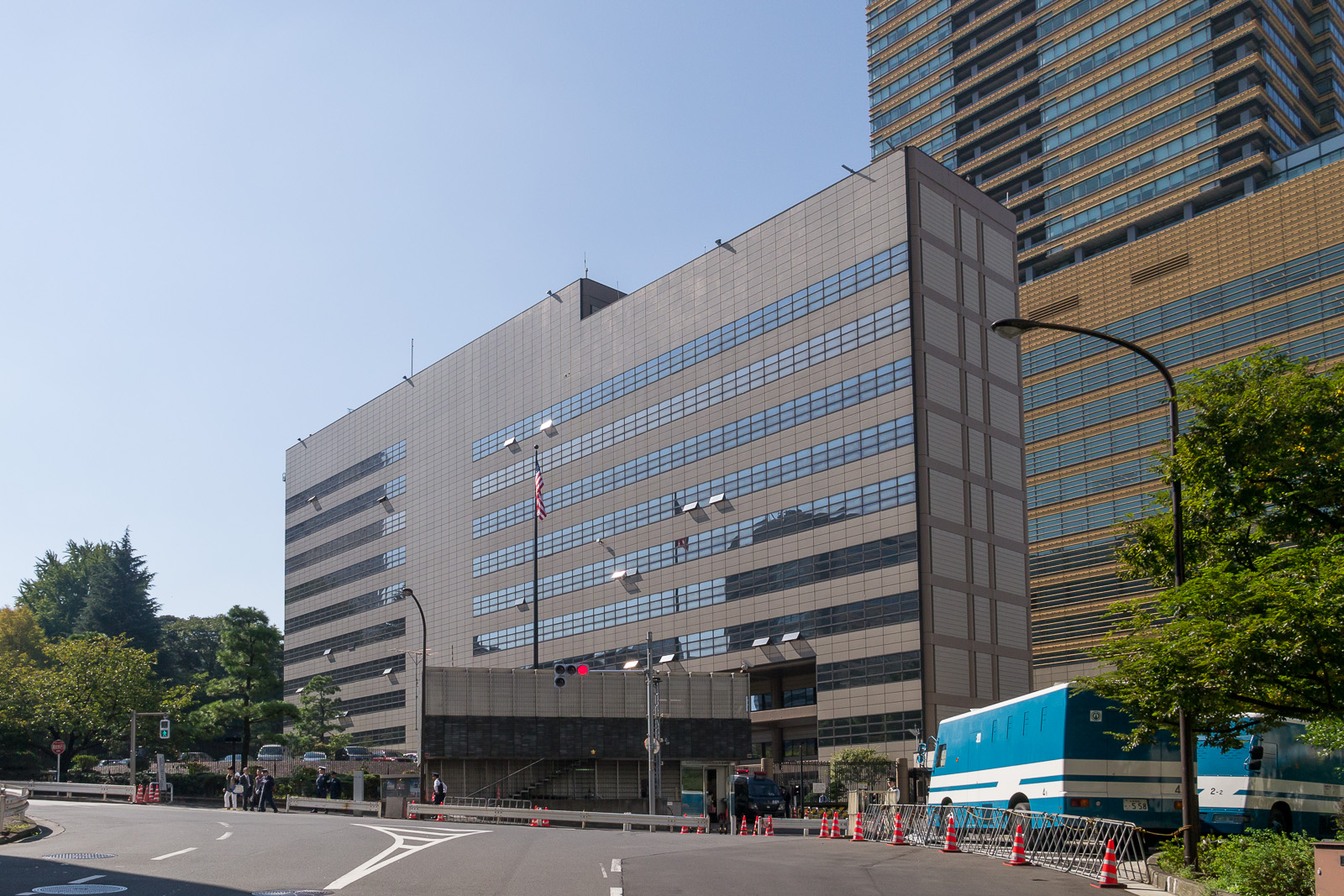
アメリカ合衆国大使館
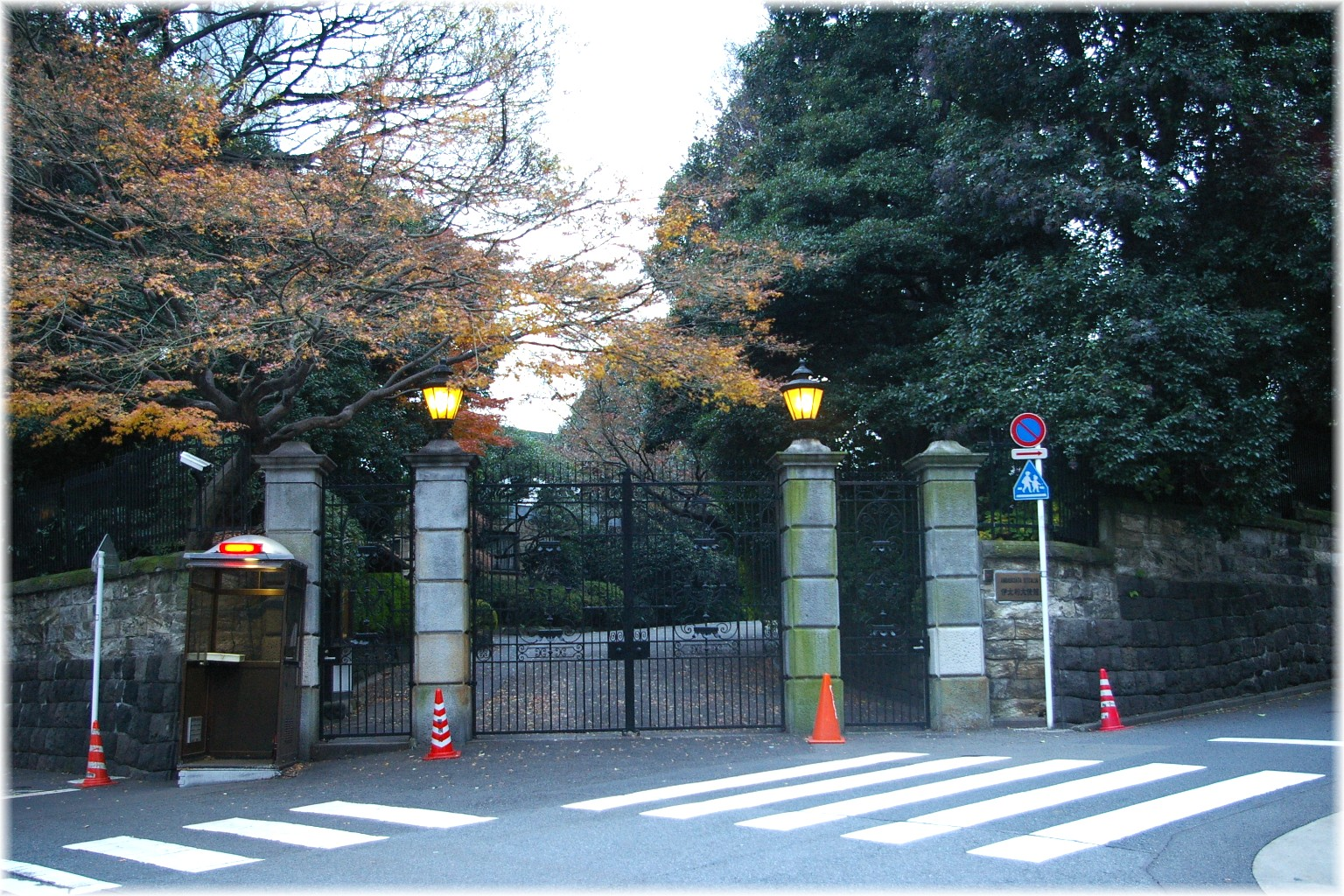
アルゼンチン大使館
- アルメニア大使館
- イタリア大使館
- イラン大使館
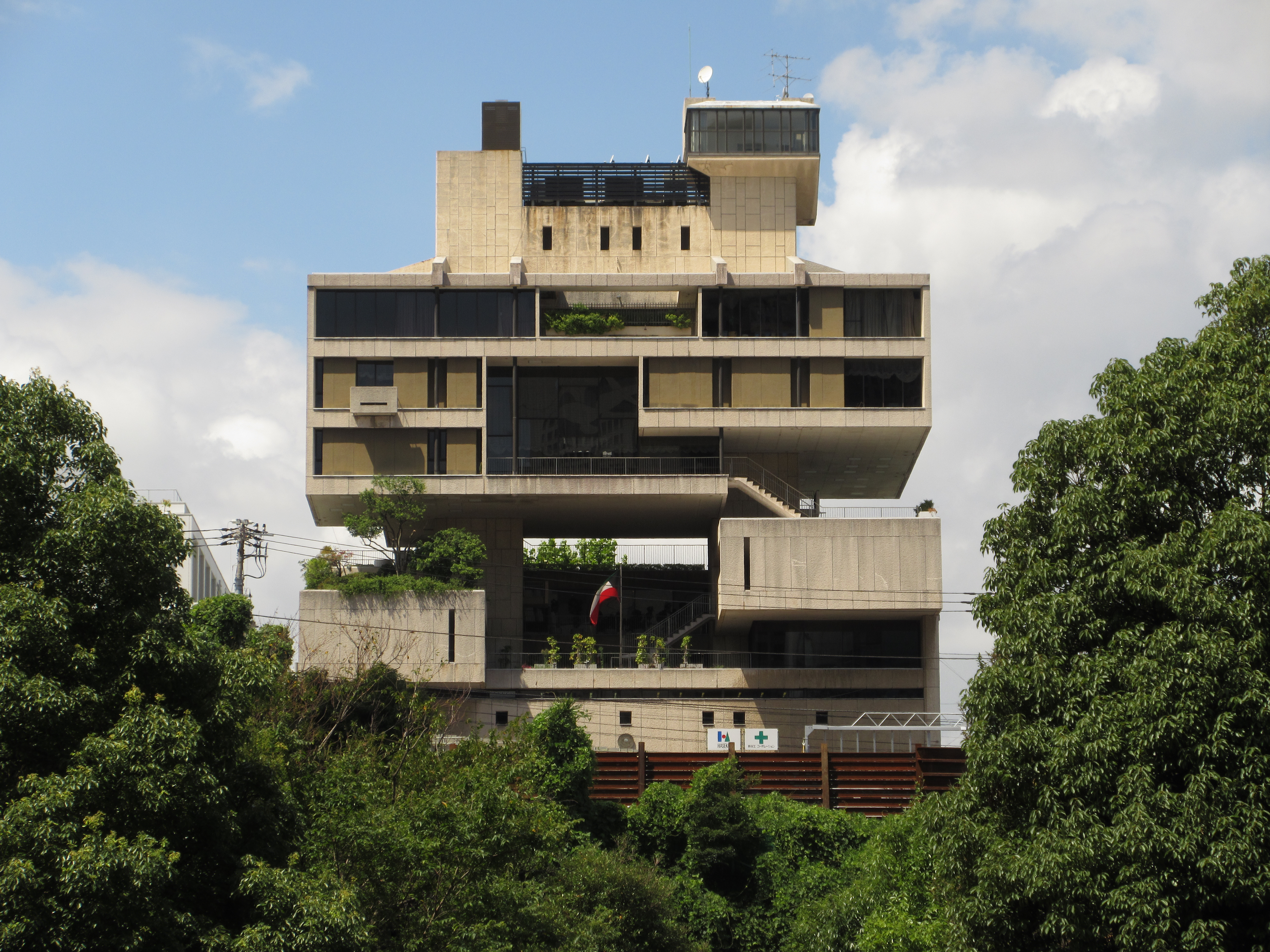
ウクライナ大使館
- ウズベキスタン大使館
- ウルグアイ大使館
- エクアドル大使館
- エチオピア大使館
- エリトリア大使館
- エルサルバドル大使館
- オーストラリア大使館
- オーストリア大使館
- オランダ大使館
- ガーナ大使館
- カザフスタン大使館
- カタール大使館
- カナダ大使館
- カンボジア大使館
- キプロス大使館
- ギリシャ大使館
- キューバ大使館
- グアテマラ大使館
- クウェート大使館
- コスタリカ大使館
- コソボ大使館
- サウジアラビア大使館
- サモア大使館
- サンマリノ大使館
- ジャマイカ大使館
- ジョージア大使館
- シリア大使館
- シンガポール大使館
- ジンバブエ大使館
- スイス大使館
- スウェーデン大使館
- スペイン大使館
- スリランカ大使館
- スロバキア大使館
- スロベニア大使館
- 大韓民国大使館
- 中華人民共和国大使館
- チリ大使館
- ドイツ大使館
- ドミニカ共和国大使館
- ナイジェリア大使館
- ニカラグア大使館
- ノルウェー大使館
- ハイチ大使館
- パキスタン大使館
- パナマ大使館
- パプアニューギニア大使館
- パラオ大使館
- バーレーン大使館
- ハンガリー大使館
- フィジー大使館
- フィリピン大使館
- フィンランド大使館
- ブラジル大使館
- フランス大使館
- ベリーズ大使館
- ボツワナ大使館
- ボリビア大使館
- ホンジュラス大使館
- マダガスカル大使館
- マラウイ大使館
- マルタ大使館
- モルディブ大使館
- モロッコ大使館
- ラオス大使館
- リベリア大使館
- リトアニア大使館
- ルーマニア大使館
- レバノン大使館
- ロシア大使館

- アメリカ合衆国大使館
- イタリア大使館
- クウェート大使館

#### 総領事館
- チリ総領事館
- ドミニカ共和国総領事館
- パナマ総領事館

#### 名誉領事館
- コモロ名誉領事館
- モーリシャス名誉領事館（商船三井内）

#### 大使館の機能を果たしている機関
- 台北駐日経済文化代表処
- パレスチナ常駐総代表部

### 国際機関
- 国際連合難民高等弁務官駐日事務所
- 駐日欧州連合代表部（ヨーロッパハウス）
- 赤十字国際委員会駐日事務所
- 東南アジア諸国連合貿易投資観光促進センター

### ナンバープレート
港区は、東京運輸支局本庁舎の管轄エリアで、品川ナンバーを交付される。

### ケーブルテレビエリア
- J:COM 港・新宿（区内全域）

## 行政

### 区長
- 区長：清家愛（2024年6月28日就任、1期目）

芝公園の区役所本庁舎のほか、総合支所5カ所と分室1カ所がある。
企業や富裕な住民が多いことから税収が多く、都の普通交付金の対象外とされるほど財政的に豊かである。こうした恵まれた立地条件を生かして、過疎地を含む各地自治体の物産販売や観光客誘致に協力する「全国連携の港区」事業を進めている。

## 議会

### 東京都議会
2021年東京都議会議員選挙
- 選挙区：港区選挙区
- 定数：2人
- 投票日：2021年7月4日
- 当日有権者数：199,689人
- 投票率：33.78％

| 候補者名 | 当落 | 年齢 | 党派名             | 新旧別 | 得票数   |
| -------- | ---- | ---- | ------------------ | ------ | -------- |
| 菅野弘一 | 当   | 62   | 自由民主党         | 現     | 19,041票 |
| 入江伸子 | 当   | 59   | 都民ファーストの会 | 現     | 18,254票 |
| 大塚隆朗 | 落   | 61   | 立憲民主党         | 元     | 11,643票 |
| 野口博基 | 落   | 47   | 日本共産党         | 新     | 7,694票  |
| 菊地正彦 | 落   | 68   | 日本維新の会       | 元     | 4,093票  |
| 飯田佳宏 | 落   | 48   | 減税とうきょう     | 新     | 3,224票  |
| 上治義仁 | 落   | 49   | 無所属             | 新     | 1,242票  |
| 河野憲二 | 落   | 73   | 無所属             | 新     | 946票    |

### 衆議院
- 選挙区：東京7区（港区、渋谷区）
- 任期：2024年10月27日 - 2028年10月26日
- 投票日：2024年10月27日
- 当日有権者数：401,588人
- 投票率：53.30％

| 当落 | 候補者名   | 年齢 | 所属党派     | 新旧別 | 得票数   | 重複 |
| ---- | ---------- | ---- | ------------ | ------ | -------- | ---- |
| 当   | 松尾明弘   | 49   | 立憲民主党   | 元     | 86,252票 | ○    |
|      | 丸川珠代   | 53   | 自由民主党   | 新     | 55,848票 |      |
|      | 小野泰輔   | 50   | 日本維新の会 | 前     | 47,196票 | ○    |
|      | 石川友梨香 | 28   | 参政党       | 新     | 16,588票 |      |

## 交通

### 道路
港区は他の区と比較して、広幅員の幹線道路が十分整備されている。
一般道路
- 国道15号 / 第一京浜
- 東京都道409号日比谷芝浦線 / 日比谷通り
- 東京都道301号白山祝田田町線 / 愛宕通り
- 国道130号 (港区内で完結)
- 国道1号 / 桜田通り
- 東京都道415号高輪麻布線
- 東京都道412号霞ヶ関渋谷線 / 六本木通り
- 東京都道413号赤坂杉並線 / 赤坂通り
- 国道246号 / 青山通り
- 東京都道405号外濠環状線 / 外堀通り
- 東京都道319号環状三号線 / 外苑東通り・環状3号線
- 東京都道418号北品川四谷線 / 外苑西通り

高速道路
- 首都高速都心環状線
- 首都高速2号目黒線
- 首都高速1号羽田線
- 首都高速11号台場線
- 首都高速湾岸線

### 鉄道
東部を山手線・京浜東北線・東海道線などのJR線が走り、都営地下鉄浅草線がそれとほぼ並行に走る。目黒方面から白金高輪駅まで線路を共有している都営地下鉄三田線と東京メトロ南北線がそれぞれ皇居の南回り、北回りで都心方面へ向かっている。東西方向には都営地下鉄大江戸線と東京メトロ銀座線が走る。また区の北西部を東京メトロ千代田線と東京メトロ半蔵門線が走る。東京メトロ日比谷線は区の北東部から南西部へと縦断している。また、中央本線の四ツ谷 - 信濃町間のトンネルの一部分が元赤坂（赤坂御用地）を掠めている。区の南部に位置する品川駅は東海道新幹線の全ての営業列車が停車する区内最大のターミナル駅である。
- 区役所最寄駅：浜松町駅・大門駅

東海旅客鉄道（JR東海）
 東海道新幹線
- - 品川駅 -

東日本旅客鉄道（JR東日本）
 山手線・ 京浜東北線
- - 新橋駅 - 浜松町駅 - 田町駅 - 高輪ゲートウェイ駅 - 品川駅 -

 東海道線・■上野東京ライン・ 横須賀•総武快速線
- - 新橋駅 - 品川駅 -

東京地下鉄（東京メトロ）
 銀座線
- - 表参道駅 - 外苑前駅 - 青山一丁目駅 - 赤坂見附駅 - （溜池山王駅） - 虎ノ門駅 - 新橋駅 -

 丸ノ内線
- - 赤坂見附駅 -

 日比谷線
- - 広尾駅 - 六本木駅 - 神谷町駅 - 虎ノ門ヒルズ駅 -

 千代田線
- - 表参道駅 - 乃木坂駅 - 赤坂駅 -

 半蔵門線
- - 表参道駅 - 青山一丁目駅 -

 南北線
- - 白金台駅 - 白金高輪駅 - 麻布十番駅 - 六本木一丁目駅 - （溜池山王駅）-

- ※銀座線・南北線の溜池山王駅は千代田区に所在。（同駅の銀座線のホームは港区赤坂の外堀通り真下に位置している）

東京都交通局（都営地下鉄）
 浅草線
- - 高輪台駅 - 泉岳寺駅 - 三田駅 - 大門駅 - 新橋駅 -

 三田線
- - 白金台駅 - 白金高輪駅 - 三田駅 - 芝公園駅 - 御成門駅 -

 大江戸線
- - 青山一丁目駅 - 六本木駅 - 麻布十番駅 - 赤羽橋駅 - 大門駅 - 汐留駅 -

京浜急行電鉄
 本線
- 泉岳寺駅 - 品川駅 -

ゆりかもめ
 東京臨海新交通臨海線（ゆりかもめ）
- 新橋駅 - 汐留駅 - 竹芝駅 - 日の出駅 - 芝浦ふ頭駅 - お台場海浜公園駅 - 台場駅 -

東京モノレール
 東京モノレール羽田空港線
- モノレール浜松町駅 -

### 路線バス
- 都営バス
- 東急バス
- コミュニティバス「ちぃばす」
- kmモビリティサービス（お台場レインボーバスが品川駅や田町駅に乗り入れている）

### 海上

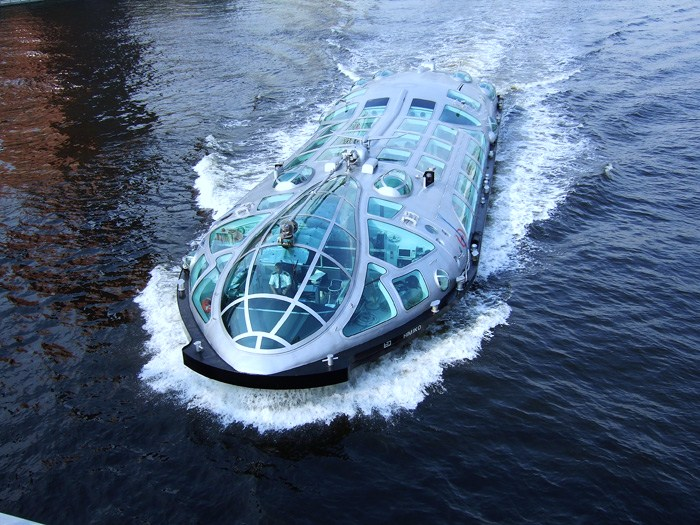
東京都観光汽船ヒミコ

港区の名前通り東京港に面しており、日の出埠頭や竹芝埠頭では客船が発着する。港南・芝浦は一大物流基地となっている。また、台場や隅田川方面とは水上バスで結ばれている。
- 東京ウォータータクシー

- 株式会社ジール
- 東京都観光汽船
- 東京都公園協会
- 東海汽船
- 小笠原海運
- シーライン東京
- 東京ヴァンテアンクルーズ

## 消防
- 東京消防庁　第一消防方面本部
  - 芝消防署（新橋6-18-15）特別救助隊・救急隊1
    - 芝浦出張所（海岸3-4-14）特別消火中隊・救急隊無
    - 三田出張所（三田2-15-53）救急隊1

  - 麻布消防署（元麻布3-4-42）特別消火中隊・救急隊1
    - 飯倉出張所（東麻布1-30-5）救急隊無

  - 赤坂消防署（南青山2-16-9）化学機動中隊・救急隊1
    - 新町出張所（赤坂6-17-6）特別消火中隊・救急隊無

  - 高輪消防署（白金2-4-12）特別消火中隊・救急隊1
    - 三光出張所（白金5-12-11）救急隊無
    - 港南出張所（港南5-8-34）救急隊1
    - 二本榎出張所（高輪2-6-17）救急隊無

## 警察
- 警視庁
  - 愛宕警察署（新橋6-18-12）
  - 三田警察署（芝浦4-2-12）
  - 高輪警察署（高輪3-15-20）
  - 麻布警察署（六本木4-7-1）
  - 赤坂警察署（赤坂4-18-19）

## 文化・芸術
赤穂浪士の墓所として知られる泉岳寺、徳川家の菩提寺である増上寺をはじめとして由緒ある寺社が位置する。江戸市街の外縁であったため諸大名の下屋敷が立ち並んでいた地域である。
区内には国内外の有名オーケストラの演奏会が開かれるサントリーホールをはじめ、サントリー美術館、国立新美術館、森美術館、東京都庭園美術館、根津美術館など数多くの美術館がある。特に六本木地区にそれらの施設が集積しており、六本木は上野（台東区）に次ぐ文化・芸術の街となっている。

### 美術館

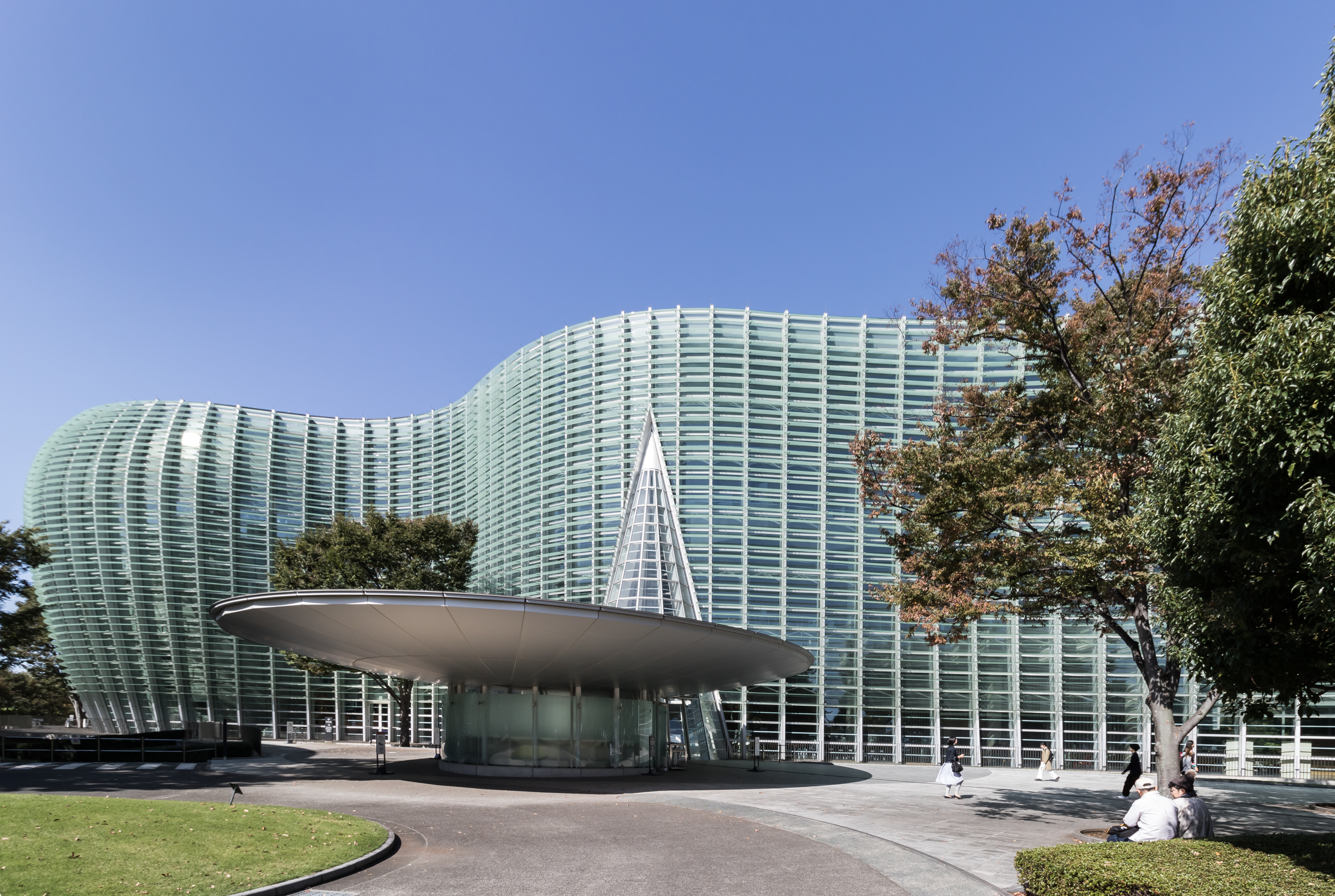
国立新美術館

- 泉屋博古館東京
- 荏原 畠山美術館
- 大倉集古館
- 岡本太郎記念館
- 菊池寛実記念 智美術館
- 国立新美術館
- サントリー美術館（東京ミッドタウン内）
- 東京都庭園美術館
- 根津美術館
- パナソニック汐留美術館
- 松岡美術館
- 森美術館（六本木ヒルズ内）

### 博物館

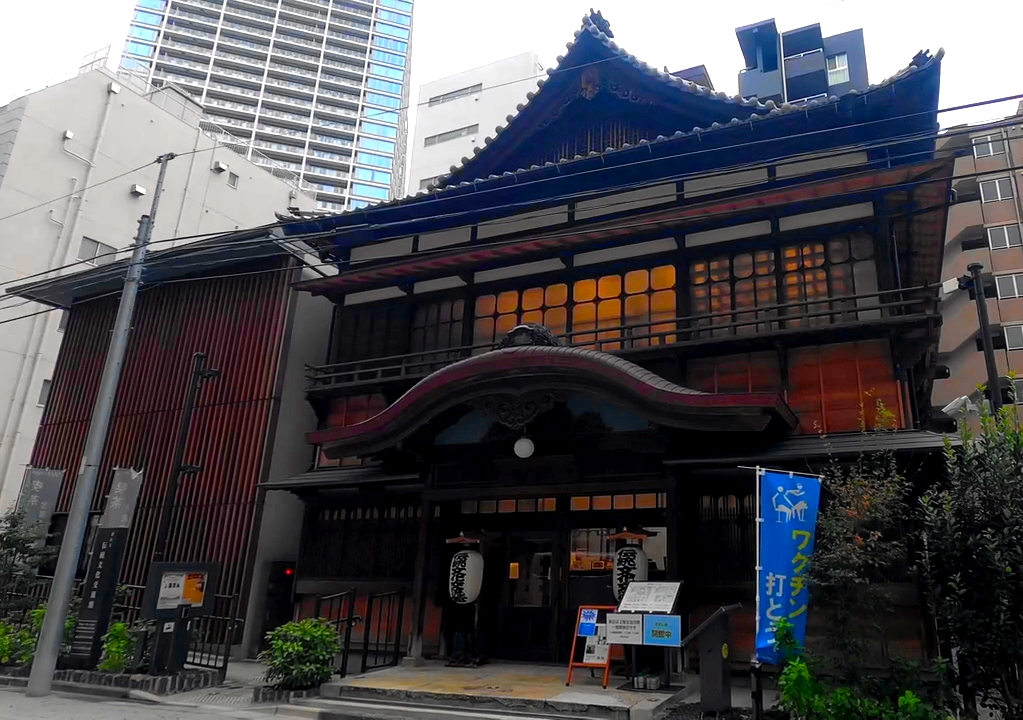
港区立伝統文化交流館

- NHK放送博物館
- 外務省外交史料館
- 物流博物館
- 港区立郷土歴史館（旧国立公衆衛生院）
- 港区立伝統文化交流館（旧芝浦花街見番）

### 公園

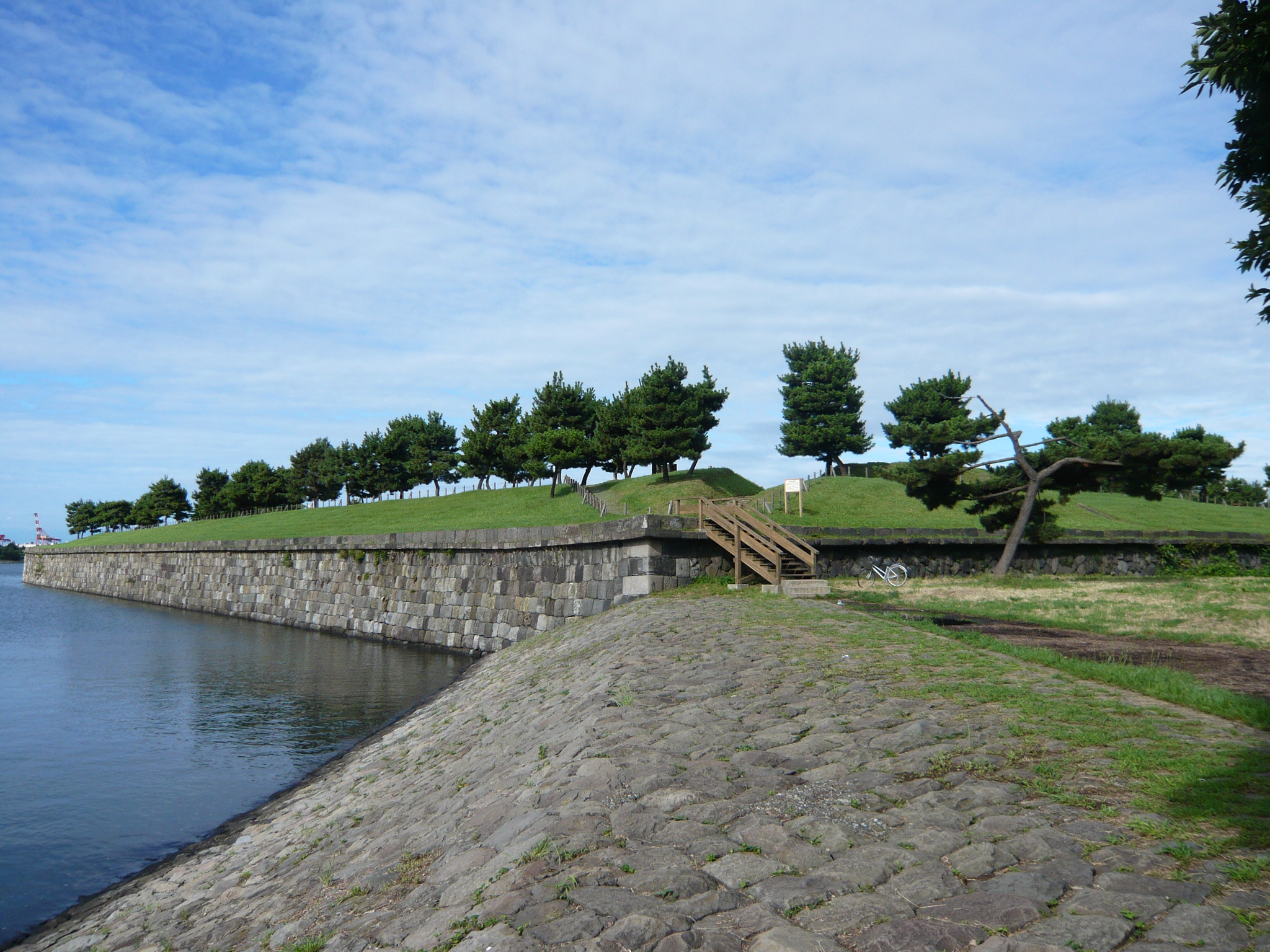
台場公園

- 芝公園
- 旧芝離宮恩賜庭園
- 台場公園
- 有栖川宮記念公園
- 三田台公園
- 自然教育園
- お台場海浜公園
- イタリア公園

### ホール・劇場
- 赤坂BLITZ
- サントリーホール

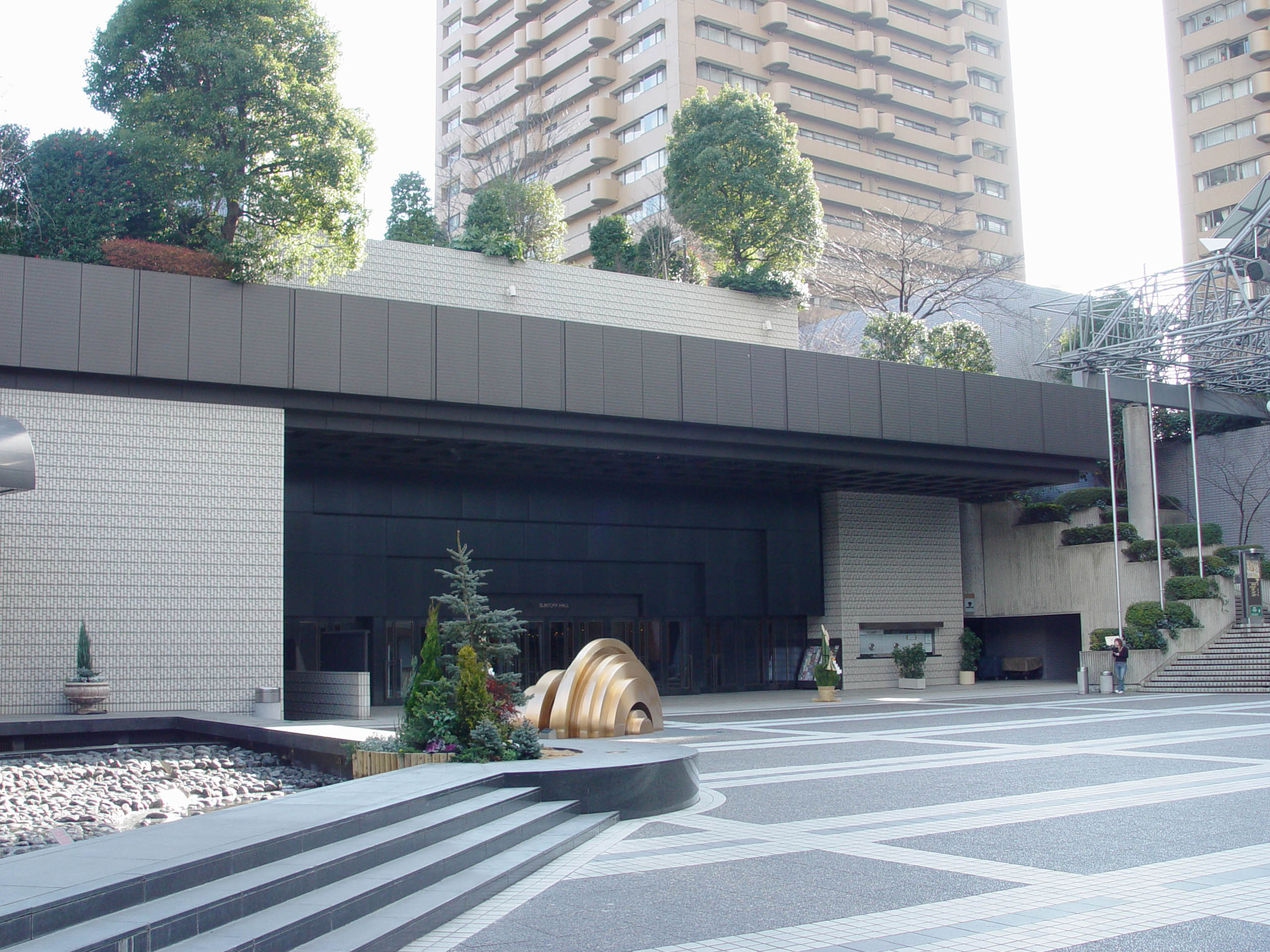
サントリーホール

- JR東日本四季劇場［春］・JR東日本四季劇場［秋］
- 自由劇場
- 電通四季劇場［海］
- ニッショーホール

### スポーツ施設
- 国立霞ヶ丘競技場
- 秩父宮ラグビー場

### 図書館
- 東京都立中央図書館

### 名所・史跡・文化財

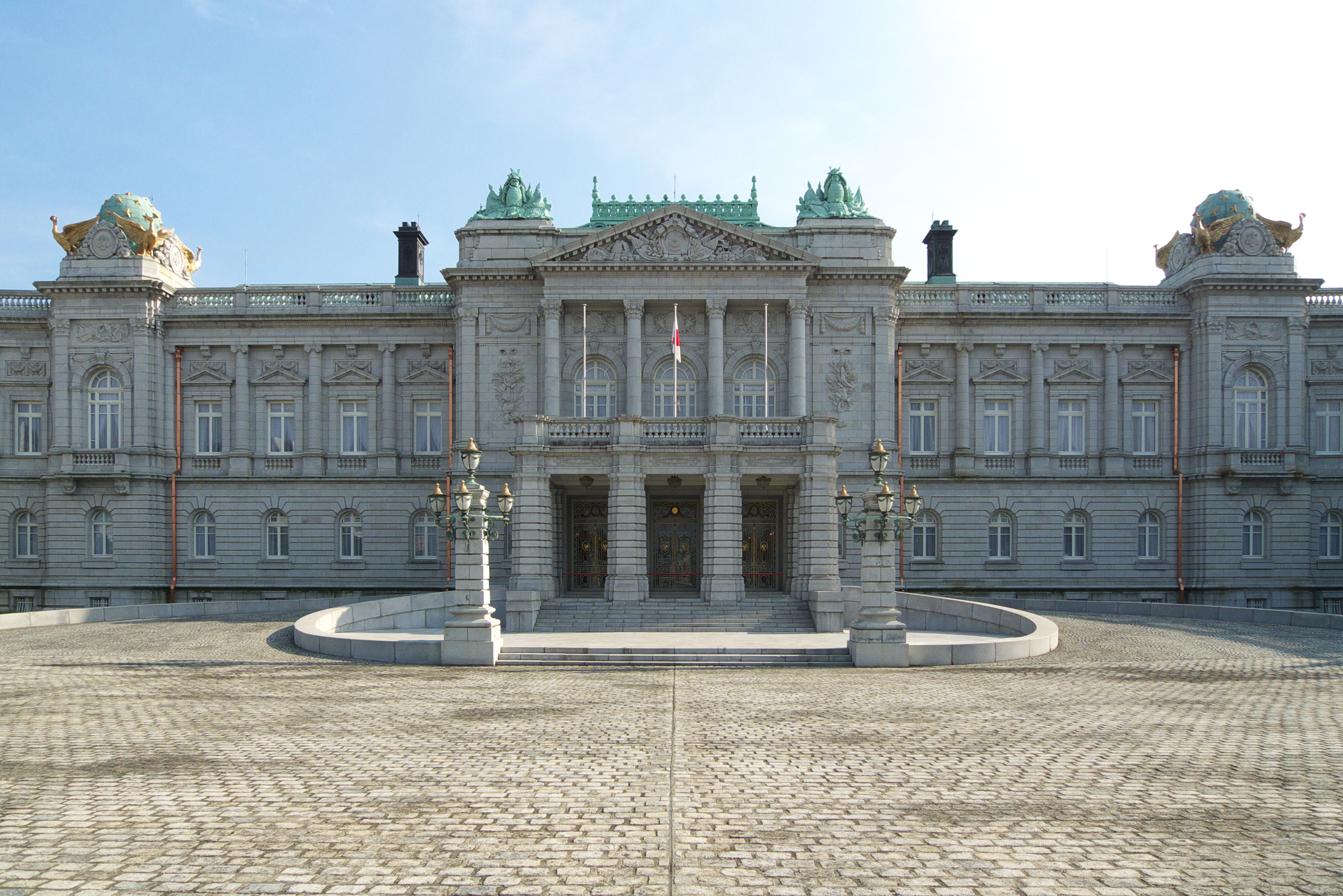
赤坂迎賓館

- 青山霊園
- 赤坂御用地
  - 迎賓館赤坂離宮
  - 赤坂御所
- 愛宕神社
- 乃木神社
- 芝東照宮
- 赤坂氷川神社
- 元麻布氷川神社
- 臨済宗妙心寺派東禅寺
- 浄土宗増上寺
- 曹洞宗泉岳寺
  - 浅野長矩墓および赤穂義士墓
- 曹洞宗豊川稲荷東京別院
- 高野山真言宗高野山東京別院
- 芝丸山古墳
- 東京タワー
- レインボーブリッジ
- 自由の女神像

### その他
- リスト・ハンガリー文化センター東京

## 宿泊施設

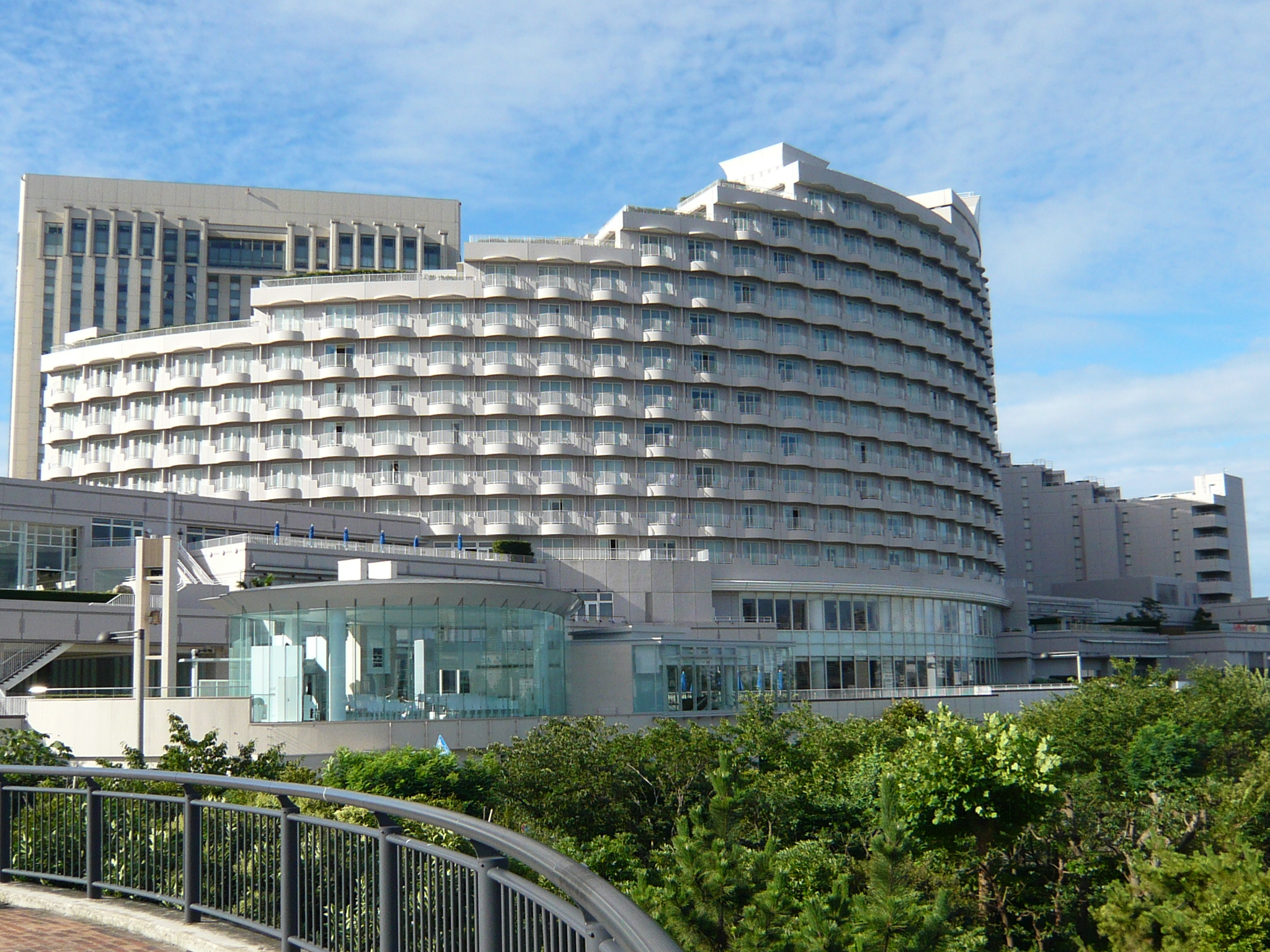
ヒルトン東京お台場

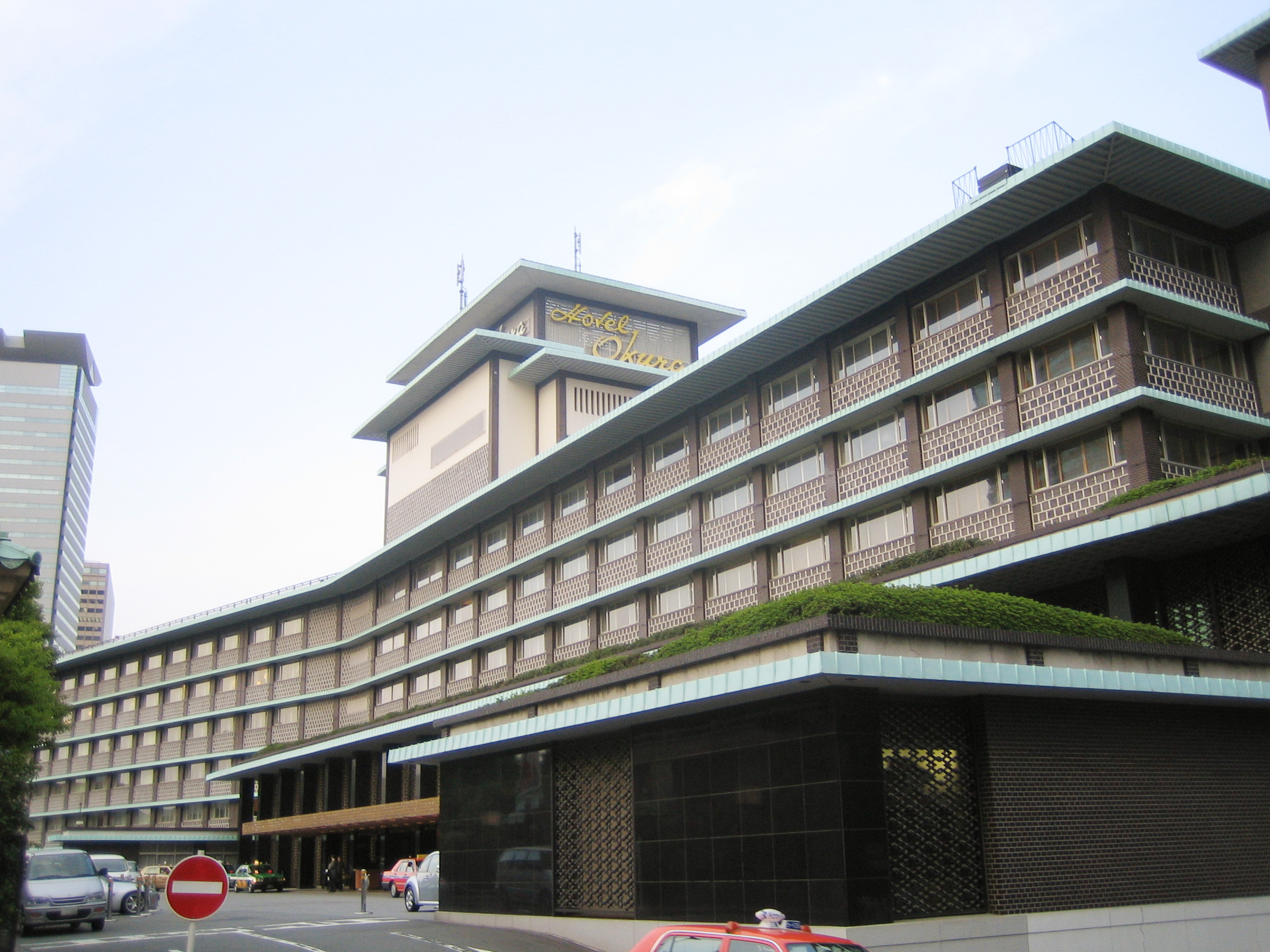
ホテルオークラ東京

- グランドニッコー東京 台場（旧「ホテル グランパシフィック LE DAIBA」：台場）
- ヒルトン東京お台場（旧「ホテル日航東京」：台場）
- ホテルJALシティ田町 東京
- ホテルオークラ東京（虎ノ門）
- ANAインターコンチネンタルホテル東京（旧「東京全日空ホテル」、赤坂アークヒルズ：溜池山王）
- グランドハイアット東京（六本木ヒルズ）
- ザ・リッツ・カールトン東京（東京ミッドタウン：赤坂）
- コンラッド東京（汐留）
- パークホテル東京（汐留）
- ザ ロイヤルパークホテル 東京汐留（汐留）
- ストリングスホテル東京インターコンチネンタル（港南）
- 東京プリンスホテル（芝公園）
- ザ・プリンス パークタワー東京（芝公園）
- 品川プリンスホテル（高輪）
- グランドプリンスホテル高輪（高輪）
- グランドプリンスホテル新高輪（高輪）
- シェラトン都ホテル東京（白金台）
- 芝パークホテル（浜松町）
- ホテルアイビス六本木
- 国際文化会館
- セレスティンホテル
- ホテルヴィラフォンテーヌ六本木
- ホテルヴィラフォンテーヌ六本木アネックス
- ホテルヴィラフォンテーヌ東京三田
- ホテルアジュール竹芝
- 東京さぬき倶楽部
- アンダーズ東京
- ジャヌ東京 ※建設中

## 住宅

### 高層マンション
- アマンレジデンス東京 ※建設中
- 麻布台ヒルズレジデンス ※建設中
- THE ROPPONGI TOKYO
- 住友不動産六本木グランドタワーレジデンス
- アトラスタワー六本木
- 元麻布ヒルズ
- ザ・パークハウス西麻布レジデンス
- グランスイート麻布台ヒルトップタワー
- アークヒルズ仙石山レジデンス
- パークコート六本木ヒルトップ
- グランドメゾン西麻布
- アクシア麻布
- 青山ザ・タワー
- 赤坂インターシティ
- 赤坂タワーレジデンスTop of the Hill
- 東京ミッドタウン レジデンシィズ
- パークコート赤坂 ザ タワー
- パークアクシス青山一丁目タワー
- パークコート青山ザ・タワー
- パークコート赤坂檜町ザ タワー
- パークハビオ赤坂タワー
- 乃木坂パークハウス
- アクシア青山
- シティタワー高輪
- 高輪ザ・レジデンス
- グランドメゾン白金の杜ザ・タワー
- プラウドタワー白金台
- ザ・ヒルトップタワー高輪台
- 白金タワー
- SHIROKANE The SKY
- カテリーナ三田
- サンウッド三田パークサイドタワー
- 東京ツインパークス
- パークコート麻布十番 ザ タワー
- ザ・レジデンス三田
- 虎ノ門ヒルズレジデンス
- パークタワー芝公園
- パークコート虎ノ門愛宕タワー
- 芝パークタワー
- 東京ツインパークス
- パークハウス芝タワー
- キャピタルマークタワー
- クレストプライムタワー芝
- ラ・トゥール汐留
- グローバルフロントタワー
- 芝浦アイランド
- ワールドシティタワーズ
- 品川Vタワー
- ザ・タワーズ台場

### 団地
- UR 芝浦アイランド
- UR アクティ汐留
- UR シーリアお台場三番街 - 旧住宅・都市整備公団、鹿島、超高層＋ミーティングルーム、1996年
- 都営高輪一丁目アパート - 東京都建築局（1948年）公営住宅を建替え。積水ハウス、宮脇壇建築研究室、1994年
- UR 汐路橋団地 - 海岸 市街地住宅 賃貸111 1963年 現存現潮路橋。譲渡返還
- UR 鶴沢団地 - 広尾 男女単身 賃貸344 1960年
- UR 羽沢団地 - 広尾、分譲32 1959年
- UR 本芝団地 - 芝 市街地住宅 賃貸41 1957年
- UR 田町駅前住宅 - 芝 市街地住宅 賃貸389 1966年
- UR 田村町五丁目団地 - 西新橋 市街地住宅 賃貸10 1959年 西新橋三丁目に改称後建替え
- UR 赤坂仲ノ町団地 - 赤坂 市街地住宅 賃貸18 1959年 赤坂六丁目に改称後、駐車場
- UR 溜池団地 - 赤坂 市街地住宅 賃貸84 1958年 現存赤坂一丁目に改称後、譲渡
- UR 赤坂団地 - 赤坂、分譲60 女子単身 賃貸126 1959年
- UR 白金台団地 - 白金、白金台町団地、分譲45 1958年
- UR 芝白金団地 - 白金台、分譲96 1964年
- UR 青山南町五丁目第二団地 - 南青山 市街地住宅 賃貸164 1964年 現存、南青山三丁目
- UR 青山北町五丁目団地 - 北青山 市街地住宅 賃貸251 1963年 現存、北青山三丁目
- UR 六本木団地 - 六本木 市街地住宅 賃貸19 1958年
- UR 北日ヶ窪団地 - 六本木、分譲116 1958年
- 新シャルム浜松町
- 都営住宅田町
- 都営高輪一丁目アパート（積水ハウス、宮脇壇建築研究室、東京都、公営住宅建替え、高輪 1-15、1990 - 1993年）
- 都営高輪アパート（東京都建築局、東京都、1948年）
- 都営港南三丁目アパート（港南 3-1、1989年）
- 都営港南三丁目第2アパート（港南 3-9、1995年）
- 都営港南四丁目アパート（港南 4-5、1973 - 1975年）
- 都営港南四丁目第2アパート（港南 4-7、1993年）
- 都営港南四丁目第3アパート（港南 4-2、1998 - 2003年）
- 都営三田一丁目アパート（三田 1-3、1991年）
- 都営芝五丁目アパート（芝 5-18、1970 - 1971年）
- 都営芝浦四丁目第2アパート（芝浦 4-19、1971年）
- 都営芝浦四丁目アパート（芝浦 4-4、1970年）
- 都営赤坂五丁目アパート（赤坂 5-5、1975年）
- 都営台場一丁目アパート（台場 1-3、1991 - 1997年）
- 都営南青山一丁目第2アパート（南青山 1-18、1970年）
- 都営南青山一丁目アパート（南青山 1-3、2002年）
- 都営南青山一丁目アパート（南青山 1-3、1970年）
- 都営南麻布四丁目アパート（南麻布 4-3、1965 - 1966年）
- 都営北青山一丁目アパート（北青山 1-6、1993 - 1996年）
- 都営青山北町アパート（北青山 3-4、1957 - 1968年）
- 香川育英会東京学生寮

## 教育

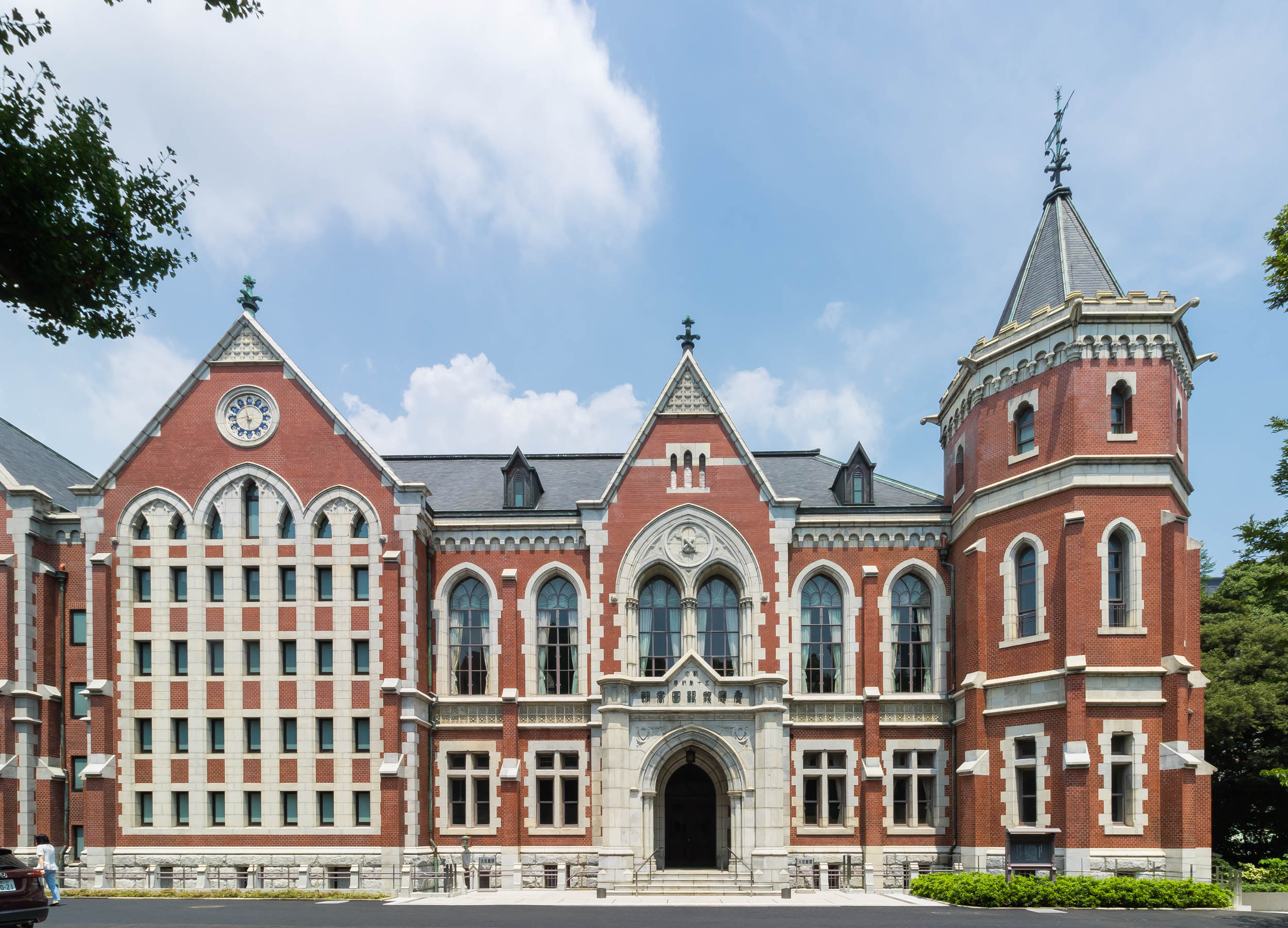
慶應義塾図書館・旧館

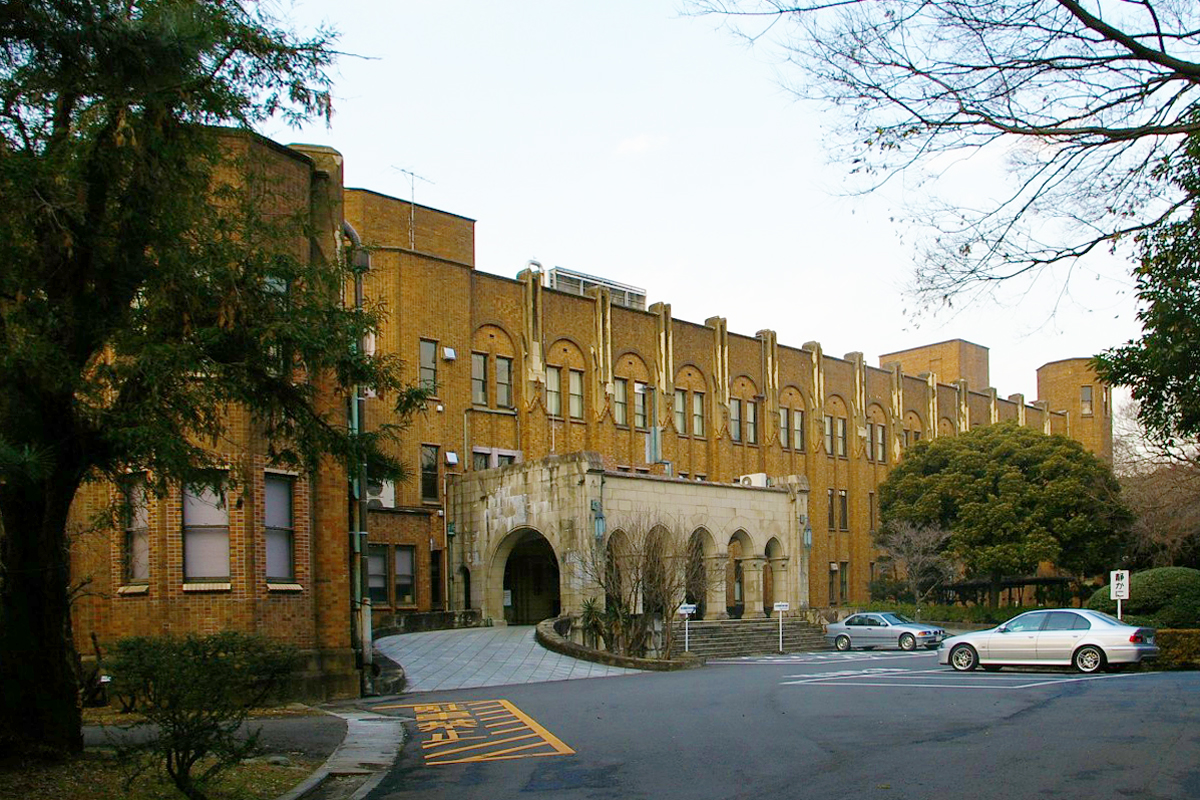
東京大学医科学研究所

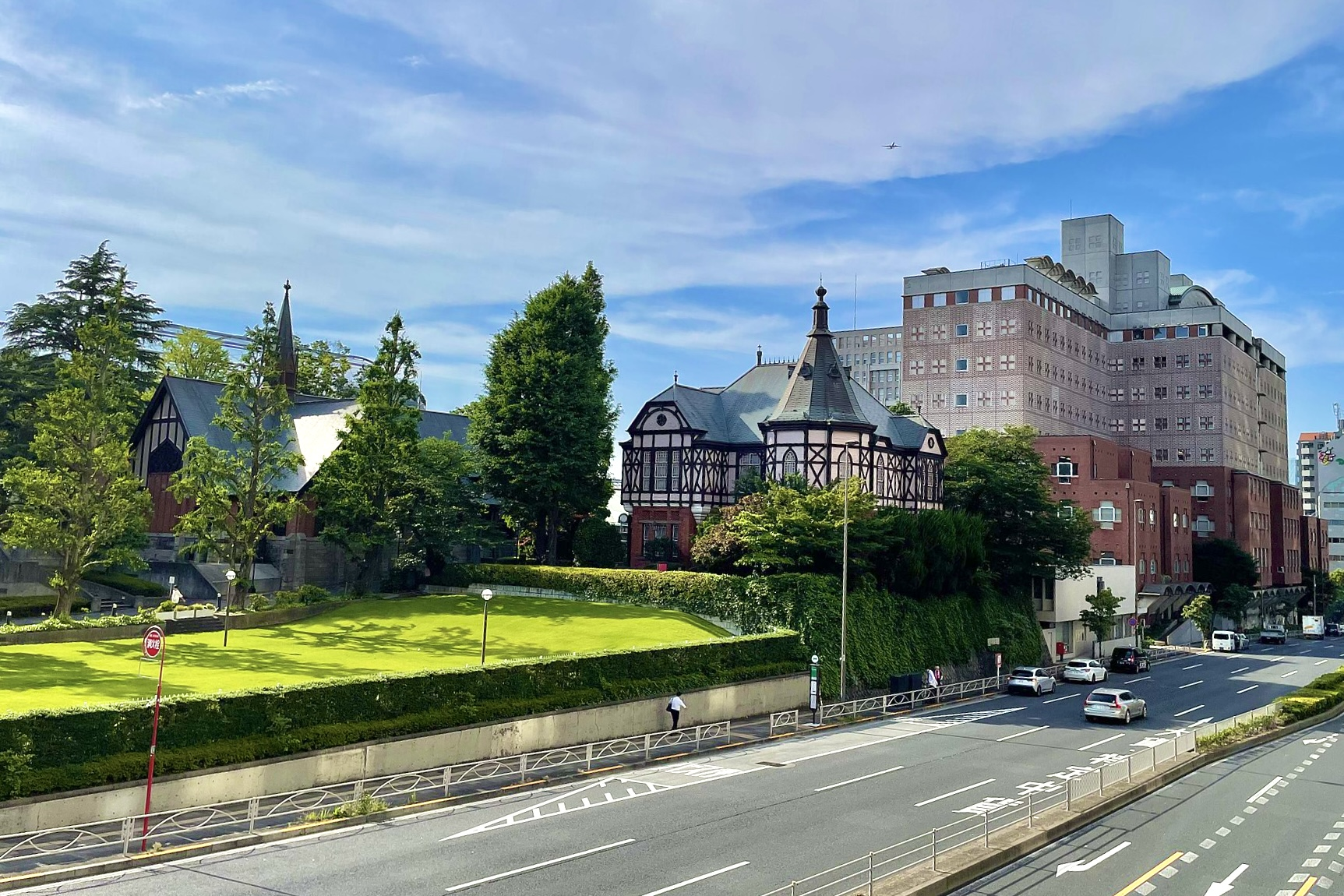
明治学院大学白金キャンパス

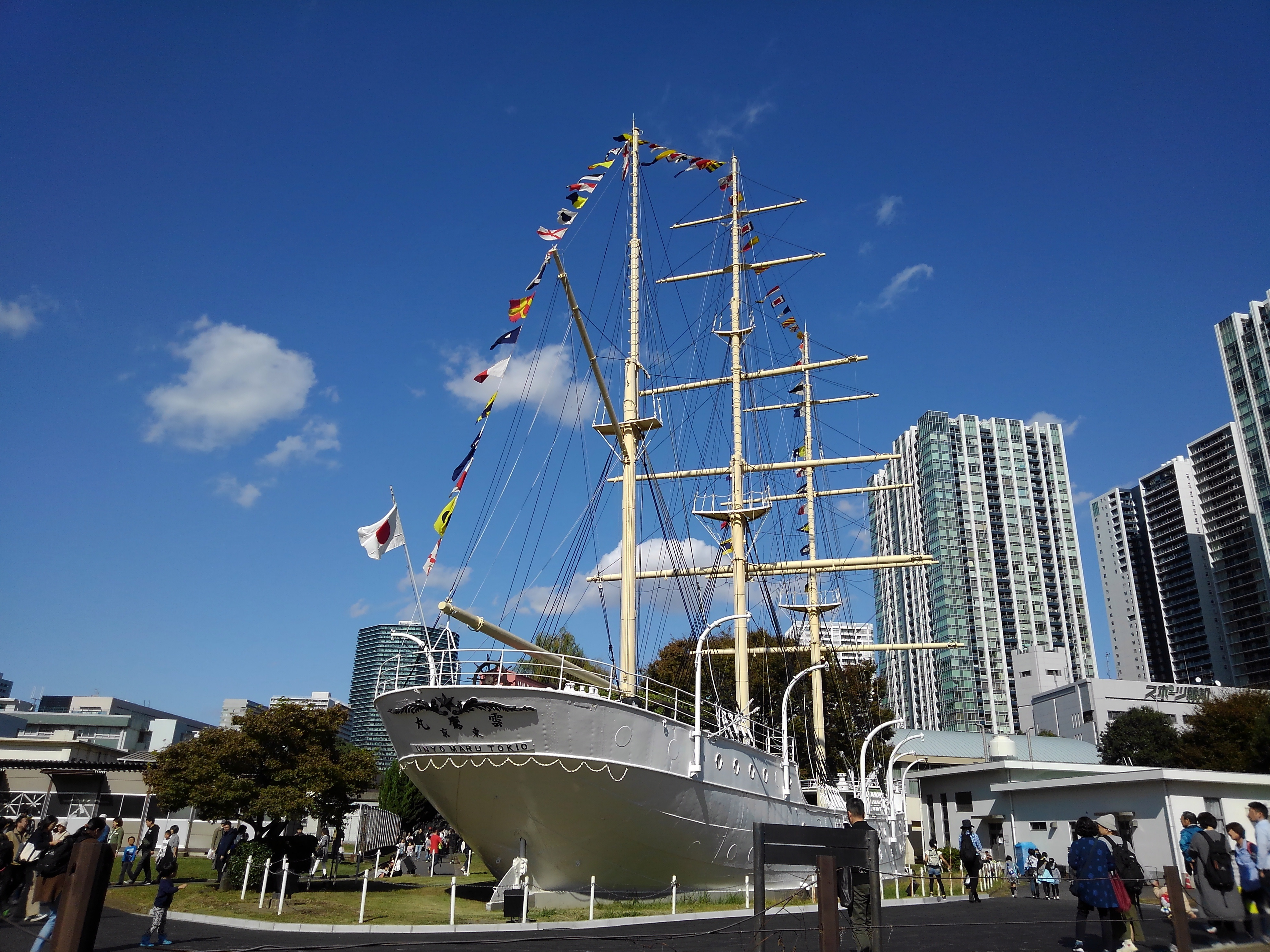
東京海洋大学品川キャンパス

### 大学
国立
- 政策研究大学院大学
- 東京科学大学 田町キャンパス
- 東京海洋大学 品川キャンパス
- 東京大学 医科学研究所
- 北陸先端科学技術大学院大学 東京サテライト

私立
- 北里大学 白金キャンパス
- 明治学院大学 白金キャンパス
- 慶應義塾大学 三田キャンパス・芝共立キャンパス
- 国際医療福祉大学 赤坂キャンパス
- 事業構想大学院大学
- 東京慈恵会医科大学 西新橋キャンパス
- 東洋英和女学院大学 六本木校地
- 東海大学 高輪キャンパス
- 金沢工業大学K.I.T.虎ノ門大学院
- ハリウッド大学院大学
- SBI大学院大学

外国大学の日本校
- アナハイム大学日本校
- ニューヨーク大学日本校
- ミドルセックス大学日本校

### 専修学校
私立
- 慈恵看護専門学校
- 聖徳大学幼児教育専門学校
- 音響芸術専門学校
- ハリウッド美容専門学校
- 青山ファッションカレッジ
- タカラ美容専門学校

### 高等学校
国立
- 東京科学大学附属科学技術高等学校

都立
- 東京都立芝商業高等学校
- 東京都立三田高等学校
- 東京都立六本木高等学校

私立（中高一貫校含む）
- 麻布中学校・高等学校
- 慶應義塾女子高等学校
- 芝中学校・高等学校
- 頌栄女子学院中学校・高等学校
- 聖心女子学院中等科・高等科
- 正則高等学校
- 高輪中学校・高等学校
- 東海大学付属高輪台高等学校・中等部
- 芝国際中学校・高等学校
- 東洋英和女学院中学部・高等部
- 広尾学園中学校・高等学校
- 普連土学園中学校・高等学校
- 明治学院高等学校
- 山脇学園中学校・高等学校
- ゼロ高等学院

### 中学校
区立
- 港区立青山中学校
- 港区立赤坂中学校
- 港区立お台場学園（小中一貫教育校）
- 港区立御成門中学校
- 港区立港南中学校
- 港区立白金の丘学園（小中一貫教育校）
- 港区立高陵中学校
- 港区立高松中学校
- 港区立三田中学校
- 港区立六本木中学校

私立
- 慶應義塾中等部

### 小学校
区立
- 港区立青山小学校
- 港区立赤坂小学校
- 港区立赤羽小学校
- 港区立麻布小学校
- 港区立お台場学園（小中一貫教育校）
- 港区立御成門小学校
- 港区立笄小学校
- 港区立港南小学校
- 港区立芝小学校
- 港区立芝浦小学校
- 港区立芝浜小学校
- 港区立白金小学校
- 港区立白金の丘学園（小中一貫教育校）
- 港区立青南小学校
- 港区立高輪台小学校
- 港区立南山小学校
- 港区立東町小学校
- 港区立本村小学校
- 港区立御田小学校

私立
- 聖心女子学院初等科
- 東洋英和女学院小学部

### 幼稚園
公立
- 港区立中之町幼稚園
- 港区立青南幼稚園
- 港区立麻布幼稚園
- 港区立南山幼稚園
- 港区立本村幼稚園
- 港区立赤羽幼稚園
- 港区立白金台幼稚園
- 港区立三光幼稚園
- 港区立高輪幼稚園
- 港区立港南幼稚園
- 港区立芝浦幼稚園
- 港区立にじのはし幼稚園

私立
- 若葉会幼稚園
- 枝光会付属幼稚園
- 麻布みこころ幼稚園
- 愛育幼稚園
- 麻布山幼稚園
- 霊南坂幼稚園
- 白金幼稚園
- 東洋英和幼稚園

### 各種学校
私立
- 東京インターナショナルスクール(IB認定校:4-14歳)
- 西町インターナショナルスクール(WASC認定校:5-15歳)

### 特別支援学校
都立
- 東京都立青山特別支援学校
- 東京都立港特別支援学校

## 経済
大企業や外資系企業の本社から、ベンチャー企業に至るまで多数の企業本社や外国企業の日本支店が存在する。また、民放のキー局5社は全て港区に本社を置いている。港区を拠点とするデベロッパーの森ビルや、民放キー局各社が本社ビルの大規模な再開発を行うことで、六本木ヒルズなどの複合商業ビルが次々と誕生した。
なお、都心に位置するものの百貨店、総合スーパー(GMS)は1店舗も存在しない。

### 複合商業施設・再開発地区
- 麻布台ヒルズ （麻布台ヒルズ森JPタワー）※建設中
- 虎ノ門ヒルズ ※一部建設中
- アークヒルズ
- 六本木ヒルズ（六本木ヒルズ森タワー、テレビ朝日本社ビル）
- 汐留シオサイト（日本テレビタワー）
- 赤坂サカス（TBS放送センター）
- お台場（FCGビル）
- 東京ミッドタウン（ミッドタウン・タワー）
- 赤坂インターシティ
- 赤坂インターシティAIR
- 品川インターシティ
- 高輪ゲートウェイシティ ※建設中
- ウォーターズ竹芝
- アクアシティお台場
- デックス東京ビーチ
  - 東京ジョイポリス

### 本社がある企業
- 化学・エネルギー・金属

  - 三井化学
  - 富士フイルムホールディングス
  - コスモエネルギーホールディングス
  - 岩谷産業（東京本社、登記上の本店は大阪市中央区）
  - 東京ガス
  - 住友電気工業（東京本社、登記上の本店は大阪市中央区）
  - 住友金属鉱山
  - 日本板硝子（登記上の本店）
  - ユニ・チャーム（登記上の本店は愛媛県四国中央市）
  - カネカ（東京本社、登記上の本店は大阪市北区）
  - 佐藤製薬
  - あすか製薬
  - 積水化学工業（東京本社、登記上の本店は大阪市北区）
  - タキロンシーアイ（東京本社、登記上の本店は大阪市北区）
  - 東亞合成
  - 日東電工（東京本社、登記上の本店は大阪府茨木市）
  - UBE（登記上の本店は山口県宇部市）
  - レゾナック・ホールディングス
  - エネサンスホールディングス
  - 東ソー（登記上の本店は山口県周南市）
  - ノバルティスファーマ
  - 大塚製薬（本店は千代田区）
- 食品関連
  - 紀文食品
  - 森永製菓
  - 森永乳業
  - サントリー（登記上の本店は大阪市北区）
  - ヤクルト本社
  - ニッカウヰスキー（登記上の本店は北海道余市郡余市町）
  - 東洋水産
  - 酒悦（登記上の本店は台東区）
  - 日本たばこ産業（JT）
  - コックフーズ
  - ベノア（Benoist）
  - クロレラ工業
  - 日本サブウェイ
  - 虎屋
  - ライドオンエクスプレスホールディングス
  - 極洋
  - ニッスイ
  - アルプロン（登記上の本店は島根県雲南市）
  - STABLES (800ディグリーズナポリタンピッツェリア)
- 電器メーカー

  - ソニー
  - 東芝（浜松町本社事務所）
  - 東芝ホクト電子（東京本社、登記上の本店は北海道旭川市）
  - 日本電気（NEC）
  - パナソニック（登記上の本店は大阪府門真市）
  - 富士通（登記上の本店は神奈川県川崎市）
  - 日本サムスン
  - 東京エレクトロン
  - 富士フイルムビジネスイノベーション
  - 沖電気工業
  - シンフォニア テクノロジー（旧神鋼電機）
  - 矢崎総業（実際の本社機能は静岡県裾野市）
  - ユーシン
  - ネミコン
  - 小糸製作所
  - フィリップス・ジャパン
  - 理想科学工業
- 自動車メーカー
  - 本田技研工業
  - 三菱自動車工業
  - NMKV
  - ベントレー
  - ステランティス
  - フェラーリ
- 機械メーカー・建設会社
  - 小松製作所
  - 酒井重工業
  - 川崎重工業（東京本社、登記上の本店は神戸市中央区）
  - 川崎車両（東京本社、登記上の本店は神戸市兵庫区）
  - 筑水キャニコム（東京本社、登記上の本店は福岡県うきは市）
  - 東京機械製作所
  - フジテック（東京本社、登記上の本店は滋賀県彦根市）
  - カヤバ
  - 鹿島建設
  - 大林組
  - 西松建設
  - 安藤ハザマ
  - 関電工
  - 長谷工コーポレーション
  - NTTファシリティーズ
  - 日本道路
  - 世紀東急工業
  - リノベる本社[16]（リノベる。東京 表参道本社ショールーム併設）
- 各種メーカー
  - ファーストリテイリング（六本木本部所在地、登記所の本社は山口県山口市）[17]
  - ユニクロ（東京本部、登記所の本社は山口県山口市）[18]
  - ワールド（東京本社、登記上の本店は神戸市中央区）
  - カナフレックスコーポレーション（東京本社、登記上の本店は大阪市北区）
  - トッパン・フォームズ
  - トラスコ中山
  - クラシエホールディングス
  - 資生堂（登記上の本店は中央区銀座）
  - DHC
  - 大塚製靴
  - 日本ヒューム
  - バンダイナムコホールディングス
  - バンダイナムコエンターテインメント
- 国内金融
  - きらぼし銀行
  - NTTファイナンス
  - 日本マスタートラスト信託銀行
  - 東京スター銀行
  - 日本クラウド証券
  - SBIホールディングス
  - SBI証券
  - SBIグローバルアセットマネジメント
  - 住信SBIネット銀行
  - 楽天証券
  - 楽天銀行
  - 楽天カード
  - マネックスグループ
  - マネックス証券
  - ジェーシービー（JCB）
  - マネーパートナーズ
- 外資系金融
  - アリアンツ
  - ゴールドマン・サックス
  - クレディスイス
  - ドイツ銀行
  - ムーディーズ
- 運輸・小売・サービス・不動産

  - 商船三井
  - トヨタモビリティ東京
  - 森ビル
  - 森トラスト
  - ヤナセ
  - ANAホールディングス
  - 全日本空輸（ANA）
  - エアアジア・エクスペディア・ジャパン
  - ブッキングドットコム・ジャパン
  - オリックス（東京本社）
  - 東海汽船
  - シーライン東京
  - 帝国データバンク
  - ユニマットライフ
  - kmグループ（国際自動車）
  - 東北新社
  - マネジメントソリューションズ
  - 住友倉庫（東京本社、登記上の本店は大阪市北区）
  - 安田倉庫
  - 日鉄興和不動産
  - 三菱UFJリサーチ&コンサルティング
  - USEN
  - ウォルト・ディズニー・ジャパン
  - ファーストリテイリング
  - アパグループ
  - 日本野球機構
  - ヤクルト球団
  - ゼンショー
  - 大東建託
- 商社

  - 伊藤忠商事（東京本社、登記上の本店は大阪市北区）
  - 豊田通商（東京本社、登記上の本店は名古屋市中村区）
  - 日鉄物産
  - 兼松（登記上の本店は神戸市中央区）
  - コーンズ
  - DKSHジャパン
  - 日本ミライズ
  - 日立ハイテクノロジーズ
  - 岡田商事
  - シナネンホールディングス
  - カナデン
  - スターゼン
  - 片岡物産
- 音楽関係
  - ワーナーミュージック・ジャパン
  - エイベックス
  - ポニーキャニオン
  - エピックレコードジャパン
  - キューンミュージック
  - Being
  - 日本コロムビア
  - ドリーミュージック
  - ハラヤミュージックエンタープライズ
  - テイチクエンタテインメント
- 通信・IT
  - 日本マイクロソフト
  - Apple Japan
  - Google（本社所在地は渋谷区）
  - キヤノンマーケティングジャパン
  - a2network
  - ソフトバンクグループ
  - ソフトバンク
  - 三菱UFJトラストシステム
  - NTTPCコミュニケーションズ
  - NTTコムウェア
  - NTTテクノクロス
  - NTTレゾナント（goo）
  - 富士通パーソナルズ
  - アイスタイル
  - アトラエ
  - ウェブマネー
  - 丸紅テレコム
  - 日本オラクル
  - グリー
  - メルカリ
  - Retty
- テレビ局
  - 日本テレビ放送網（日テレ）
  - テレビ朝日（テレ朝）
  - TBSテレビ
  - テレビ東京（テレ東）
  - フジテレビジョン（フジテレビ）
- ラジオ局
  - TBSラジオ
  - 文化放送
  - J-WAVE
  - 日経ラジオ社
  - アール・エフ・ラジオ日本（東京支社、本店は横浜市中区）
- テレビ番組制作会社
  - IVSテレビ制作
  - 東通
  - 大映テレビ
  - テレパック
  - TBSスパークル
  - テレビ朝日映像
  - メディアミックス・ジャパン
- 広告代理店
  - 電通
  - 博報堂
  - TBWA博報堂
  - ADKホールディングス
  - 東急エージェンシー
- 芸能関係
  - ジャニーズ事務所
  - バーニングプロダクション
  - 研音グループ
  - アヴィラ
  - 青二プロダクション
  - シグマ・セブン
  - 大沢事務所
  - アトミックモンキー
  - BAY SIDE
  - UUUM

### 預金取扱金融機関
- みずほ銀行
- 三菱UFJ銀行
- 三井住友銀行
- りそな銀行
- 北海道銀行
- 青森みちのく銀行
- 秋田銀行
- 北都銀行
- 荘内銀行
- 山形銀行
- 岩手銀行
- 東北銀行
- 七十七銀行
- 東邦銀行
- 群馬銀行
- 足利銀行
- 常陽銀行
- 千葉銀行
- 千葉興業銀行
- きらぼし銀行 ★
- 横浜銀行
- 第四北越銀行
- 八十二銀行
- 北陸銀行
- 北國銀行
- スルガ銀行
- 清水銀行
- 大垣共立銀行
- 十六銀行
- 三十三銀行
- 百五銀行
- 滋賀銀行
- 南都銀行
- 山陰合同銀行
- 中国銀行
- 広島銀行
- 山口銀行
- 阿波銀行
- 百十四銀行
- 伊予銀行
- 福岡銀行
- 筑邦銀行
- 佐賀銀行
- 十八親和銀行
- 肥後銀行
- 大分銀行
- 宮崎銀行
- 鹿児島銀行
- 沖縄銀行
- 西日本シティ銀行
- 三菱UFJ信託銀行
- 三井住友信託銀行
- SMBC信託銀行
- みずほ信託銀行 ★
- あおぞら銀行
- 新生銀行 ★
- 東和銀行
- 京葉銀行
- 東日本銀行
- 東京スター銀行 ★
- あいち銀行
- 名古屋銀行
- 関西みらい銀行
- みなと銀行
- 徳島大正銀行
- 信金中央金庫 ★
- 朝日信用金庫
- 興産信用金庫
- さわやか信用金庫
- 東京シティ信用金庫
- 芝信用金庫
- 西京信用金庫
- 西武信用金庫
- 城南信用金庫
- 城北信用金庫
- 昭和信用金庫
- 東京信用金庫
- 商工組合中央金庫 ★
- 東京証券信用組合
- 江東信用組合
- 中ノ郷信用組合
- 第一勧業信用組合
- 大東京信用組合
- 朝日新聞信用組合 ★
- 中央労働金庫
- 東日本信用漁業協同組合連合会

（★は本店所在金融機関）

## メディア

### 放送事業者

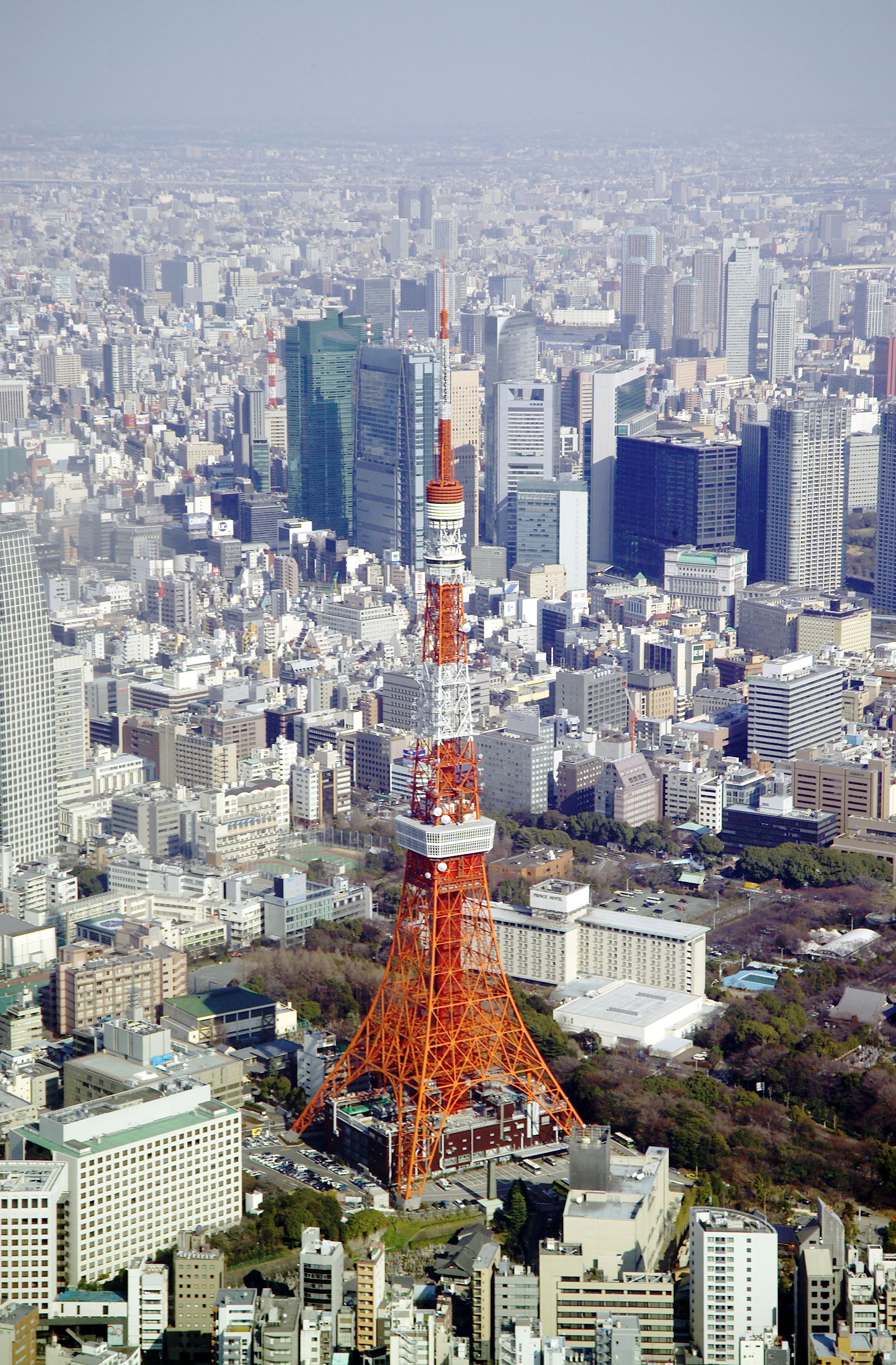
東京タワーと港区の町並み

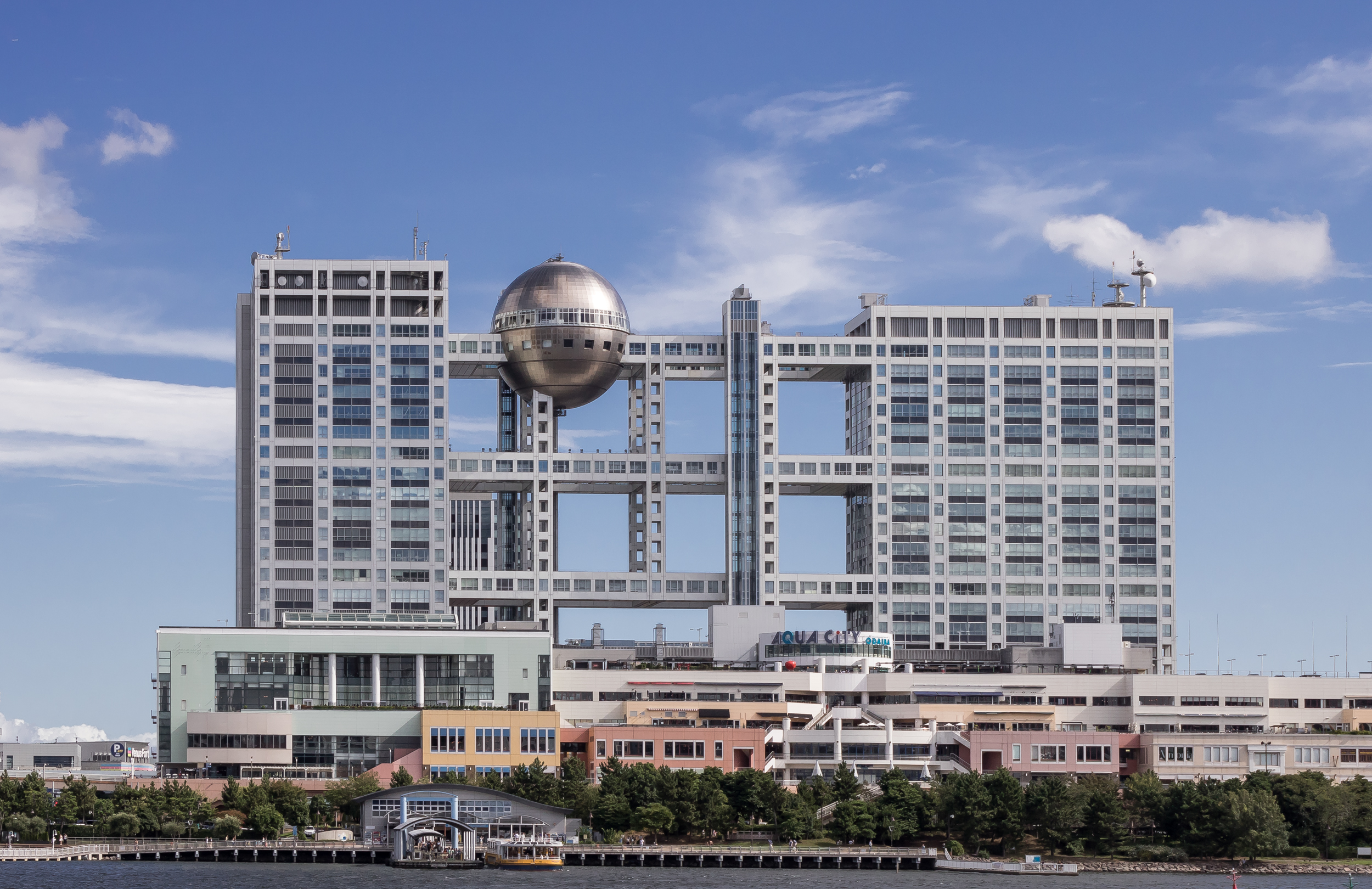
フジテレビ本社ビル

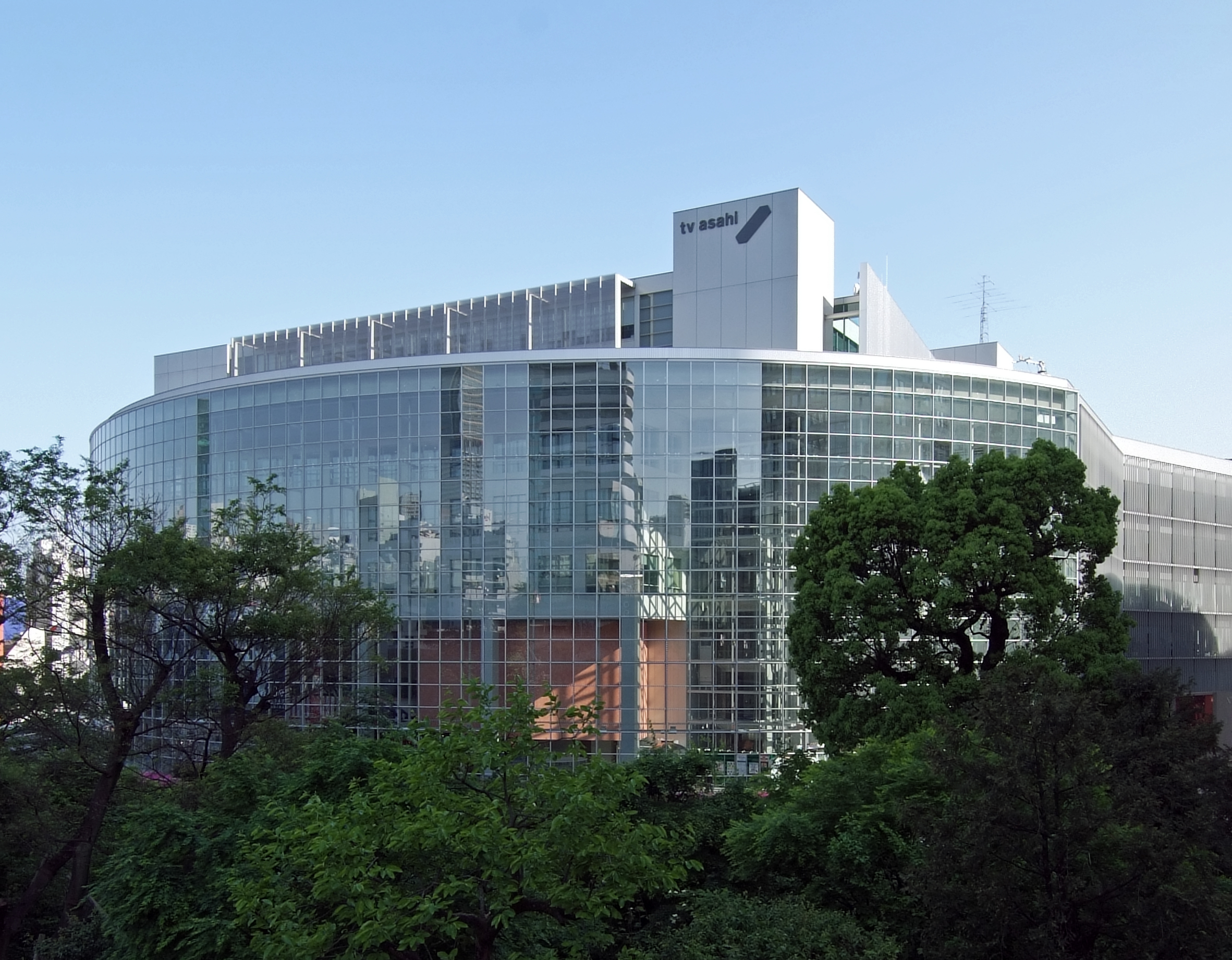
テレビ朝日本社ビル

港区には東京タワーがあり、これを親局としていた放送事業者の多くが港区に本社を構えている。
また、芸能事務所や大手広告代理店の多くも港区に所在している。

#### 放送持株会社
- 日本テレビホールディングス（日テレHD・東新橋）
- テレビ朝日ホールディングス（テレ朝HD・六本木）
- TBSホールディングス（TBSHD・赤坂）
- テレビ東京ホールディングス（テレ東HD・六本木）
- フジ・メディア・ホールディングス（フジHD・台場）

#### テレビ放送（地上波）
民間放送テレビのキー局の全て、ラジオ局のほとんどの本社社屋が当区内に所在する。
- 日本テレビ放送網 （東新橋）
- テレビ朝日 （六本木）
- TBSテレビ （赤坂）
- テレビ東京 （六本木）
- フジテレビジョン （台場）

テレビ放送 （BS）
- BS日テレ （東新橋）
- BS朝日 （西麻布）
- BS-TBS （赤坂）
- BSテレ東 （六本木）
- BSフジ （台場）
- WOWOW （赤坂）
- スター・チャンネル （麻布台）

#### ラジオ放送
- TBSラジオ （TBS R・赤坂）
- 文化放送 （QR・浜松町）
- アール・エフ・ラジオ日本 （RF・麻布台）- 東京支社であるが実質的な本社機能有り。本社は横浜市中区にあり、法令上では神奈川県のみを正式な放送対象地域としている。
- 日経ラジオ社 （ラジオNIKKEI・虎ノ門）
- J-WAVE （六本木ヒルズ）

### その他
通信社
- 共同通信社

新聞社
- 報知新聞社（スポーツ報知）
- ジャパンタイムズ

書店・出版社
- 徳間書店
- 日経BP社
- 第一法規
- ハースト婦人画報社
- 日本ジャーナル出版

#### 公営競技
- 公益財団法人JKA

## 出身者

### 皇族・華族
- 昭和天皇
- 香淳皇后
- 竹田宮恒久王
- 北白川宮成久王
- 北白川宮永久王
- 久邇宮朝融王
- 崇仁親王妃百合子
- 憲仁親王妃久子
- 孚彦王
- 皇后雅子
- 承子女王
- 典子女王
- 絢子女王
- 悠仁親王
- 小松輝久侯爵
- 上野正雄伯爵
- 音羽正彦侯爵
- 東伏見慈洽伯爵
- 久邇邦久侯爵
- 九条道実公爵
- 立花美年子子爵夫人
- 東園佐和子子爵夫人
- 徳川多恵子
- 鍋島紀久子侯爵夫人
- 大給湛子伯爵夫人
- 三条西信子伯爵夫人
- 大谷智子伯爵夫人

### 学者
- 石井清純 - 仏教学者
- 今橋映子 - 比較文化学者
- 緒方貞子 - 国際政治学者
- 呉文聰 - 統計学者
- 呉秀三 - 精神医学者
- 隅谷三喜男 - 経済学者
- 湯川秀樹 - 物理学者
- 青木成文 - 原子力工学者

### スポーツ選手
- 西竹一 - バロン西 / ロス五輪馬術金メダリスト、陸軍大佐。西麻布
- 髙田茉莉亜 - 馬術選手
- 橋戸信 - アマチュア野球選手、新聞記者
- 黒尾重明 - プロ野球選手。麻布
- 山﨑真彰 - プロ野球選手
- 甘露寺仁房 - 独立リーグ野球選手
- 邪道 - プロレスラー
- 百田光雄 - プロレスラー、プロレスリング・ノア元副社長
- 山崎一夫 - プロレスラー
- 八木沼純子 - プロスケーター。1988年カルガリーオリンピック女子フィギュアスケート代表選手。
- 工藤元司郎 - 競輪選手、競輪評論家
- 木村祐志 - プロサッカー選手。
- 辻雄康 - ラグビー選手
- 葦葉山七兵衛 - 元大相撲力士
- 大橋武尊 - プロ野球選手

### 政治家
- 高橋是清 - 元首相・蔵相
- 石橋湛山 - 元首相。高輪
- 水野賢一 - 元参議院議員・衆議院議員。現在、千葉県佐倉市在住。麻布
- 鳩山和夫 - 元衆議院議員。虎ノ門
- 池畑浩太朗 - 衆議院議員
- 竹内潔 - 元参議院議員
- 土屋品子 - 衆議院議員
- 山内晃 - 元東京都議会議員
- 鈴木邦彦 - 元多摩市長
- 福本亜細亜 - 元葛飾区議会議員
- 安井美沙子 - 元参議院議員
- 武見敬三 - 元参議院議員

### 文化人
- 青山二郎 - 美術評論家、骨董鑑定家、装丁家、麻布
- 有馬頼義 - 小説家、有馬頼寧の三男。
- 安西水丸 - イラストレーター
- いいだもも - 作家、評論家
- 池田晶子 - 哲学者、文筆家
- 井上洋介 - 絵画・版画美術家
- 今井哲郎 - 撮影監督
- 入江相政 - 侍従長、エッセイスト
- 大内延介 - 将棋棋士、初代棋王
- 大海赫 - 作家、イラストレーター、新橋
- 大西祥平 - ライター
- 尾崎紅葉 - 作家、芝大門
- 小沢信男 - 作家、新橋
- 川崎多津也 - 映画プロデューサー、赤坂
- 北杜夫 - 作家、南青山
- 小森和子 - 映画評論家、赤坂
- 桜井順 - 作曲家、作詞家。麻布。
- 澤地久枝 - ノンフィクション作家
- 澁澤龍彦 - 作家、高輪
- 杉浦俊香 - 日本画家、哲学者、麻布
- 杉浦日向子 - 漫画家、芝
- 高橋芳朗 - 音楽ジャーナリスト
- 瀧廉太郎 - 作曲家、西新橋、育ちは大分県
- 竹信三恵子 - ジャーナリスト
- 鶴見俊輔 - 作家
- 戸板康二 - 演劇・歌舞伎評論家、芝
- TOHJIRO - AV監督
- 外山喜雄 - ジャズトランペット奏者
- 中島誠之助 - 骨董商・古美術鑑定家
- 夏目房之介 - 漫画コラムニスト、高輪
- 西又葵 - イラストレーター
- 二村ヒトシ - AV監督
- 畠中雅子 - 「暮らしとお金」に関わる著作家、ファイナンシャル・プランナー（CFP）
- 牧口雄二 - 映画監督、プロデューサー、麻布
- 松本隆 - 作詞家、麻布
- 毬谷友子 - 女優
- 水上瀧太郎 - 作家、麻布
- メイ牛山 - 美容家、六本木
- 山口瞳 - 小説家、麻布
- 山田美妙 - 作家、詩人、芝（芝神明、現在の浜松町）、出生は神田須田町
- 横井福次郎 - 漫画家、芝
- 横山林二 - 俳人、芝

### 芸能人・アナウンサー
- 尾上梅幸 (7代目) - 歌舞伎役者
- 芥川隆行 - 元TBSアナウンサー、ナレーター、司会者
- 加藤精三 - 声優
- 熊倉一雄 - 俳優、声優、演出家
- 前田武彦 - タレント、放送作家、司会者
- 高橋一生 - 俳優。赤坂
- 渡辺美佐子 - 女優。麻布
- 南田洋子 - 女優。三田
- 黒柳徹子 - タレント、女優。赤坂。
- 水谷八重子 - 女優
- 大空眞弓 - 女優
- 加茂さくら - 女優
- 白石加代子 - 女優
- 斎藤工 - 俳優
- 古谷敏 - 俳優、スーツアクター
- 篠田三郎 - 俳優
- 神田正輝 - 俳優
- ショー・コスギ - アクション俳優
- オリヴィア・デ・ハヴィランド - 女優。虎ノ門
- ジョーン・フォンテイン - 女優。同上
- 鈴木麻里子[19] - 声優、ナレーター。麻布生まれ、小学校卒業まで同地で育つ。
- 関根勤 - タレント。高輪
- 薬師丸ひろ子 - 女優。北青山
- 浅田美代子 - タレント
- 髙田万由子 - 女優、タレント
- 桜井ひかり - 女優、モデル
- 成宮寛貴 - 俳優
- 谷山毅 - 子役
- マリエ - ファッションモデル、タレント
- 森田泉美 - 元タレント、レースクイーン
- 坪井江里子 - 1974年ミス・ユニバース日本代表
- 稀鳥まりや - 元宝塚歌劇団星組娘役
- 純矢ちとせ - 元宝塚歌劇団宙組娘役
- 星蘭ひとみ - 元宝塚歌劇団専科娘役
- 稀惺かずと - 宝塚歌劇団星組男役
- 白綺華 - 宝塚歌劇団雪組娘役
- 夏目雅子 - 女優。六本木。育ちは横浜。
- 旗照夫 - 歌手・ジャズシンガー。麻布
- 中村亘利 - 元CHA-CHA
- 細野晴臣 - ミュージシャン。白金台
- 私市淳 - 声優
- 三浦祐太朗 - 歌手。高輪。
- 團遥香 - 女優、タレント
- 森井愛美
- 三柴理 - ピアニスト、キーボーディスト（特撮正規メンバー、筋肉少女帯サポートメンバー）六本木出身。
- 田本清嵐 - 俳優
- 松下賢次 - 元TBSアナウンサー
- 小林美穂子 - 元中京テレビアナウンサー
- 味方冬樹 - KAIENTAI-DOJO所属リング・アナウンサー
- 吉川圭一- 福井放送アナウンサー
- 郡司恭子 - 日本テレビアナウンサー
- 竹俣紅 - フジテレビアナウンサー
- 坂信一郎 - フリーアナウンサー
- 銅谷志朗 - フリーアナウンサー
- 潘恵子 - 声優、女優、西洋占星術師
- 日向薫 - 女優
- 立川こはる - 落語家
- 島田歌穂 - 女優、歌手
- 宇多丸 - ラッパー。文京区育ち。
- 入江若葉 - 女優

### その他
- 二代目・田中長兵衛 - 田中鉱山社長
- 井上誠一 - ゴルフ場設計者
- 笹井醇一 - 海軍軍人・撃墜王。青山
- 森泰吉郎 - 実業家・森ビル創業者・森トラスト・ホールディングス創業者
- 木内孝胤 - 実業家・アジア開発キャピタル代表取締役社長
- 小巻亜矢 - 実業家・サンリオエンターテイメント社長・サンリオピューロランド館長
- 北野隆興 - 実業家・元スタンレー電気社長
- 新堀寛己 - ギター演奏家・新堀ギター音楽院創業者
- 戸張捷 - ゴルフトーナメントプロデューサー
- 田川啓二 - 服飾デザイナー
- 遠藤正二朗 - 実業家・ゲームクリエイター
- 岡田敬二 - 演出家・宝塚歌劇団理事
- 土居利光 - 恩賜上野動物園第14代園長
- 西村宏堂 - 僧侶
- 鳥飼玖美子 - 通訳者
- 平田翼 - スポーツジャーナリスト

### 名誉区民
- 小田清一
- 中䑓瑞真
- 兼高かおる
- 四世 石田不識
- 桂由美
- 二代目 水谷八重子